# Musée d'Art et d'Histoire de Saint-Brieuc
Le musée d'Art et d'Histoire de Saint-Brieuc est un musée ayant reçu l’appellation musée de France consacré aux arts, aux traditions populaires et à l'archéologie de la région de Saint-Brieuc. Il est installé dans le bâtiment actuel depuis 1983 et 1986.

## Historique

### Introduction
Voulues par les autorités révolutionnaires, les saisies pratiquées sur les biens du clergé et des nobles émigrés, prennent dans un premier temps la direction de la bibliothèque du collège de Saint-Brieuc.
Nommé bibliothécaire, Odio-Baschamps, est également chargé du projet de musée au chef-lieu du département. Les œuvres d'art saisies font l'objet de deux transferts successifs avant d'être entreposés à l'École centrale. Dès 1806, une ouverture au public est réclamée par le préfet Boullé, alors qu'à la même date, les biens saisis doivent être partiellement restitués à leurs propriétaires.
Sous la Restauration, faute de soutiens financiers du département, l'histoire naturelle fait son entrée dans les collections  sous l'impulsion d'une commission présidée de 1831 à 1842 par le pharmacien François Ferrary, mais le musée reste une annexe de la bibliothèque et demeure fermé au public.
Sous le Second Empire et grâce à l'action d'Édouard Nimier, en poste de bibliothécaire et de premier conservateur de 1852 à 1884, les dons de différentes œuvres d'art sont sollicités de l'État et viennent enrichir les collections. Ce phénomène s'accentuera durant tout le dernier tiers du XIXe siècle, mais ces collections restent encore inaccessibles au public.
La gestion du musée par Henri Hamon, conservateur de 1887 à 1900, la mise en place de sculptures dans l'escalier monumental de la mairie dans les années 1880 et la création d'une commission municipale en 1891 marquent le début d'une gestion municipale du musée.
Le début du XXe siècle voit la nomination de Léon Brandt comme conservateur du musée de 1900 à 1935, la réalisation du premier catalogue et le transfert des collections dans deux  salles de l'hôtel de ville, où sont enfin présentées au public une centaine de tableaux, autant de gravures et de sculptures et des collections d'histoire naturelle et d'archéologie.
Émile Daubé, conservateur nommé en 1936, poursuit l'orientation beaux-arts du musée, dresse le premier registre d'inventaire des collections et favorise le dynamisme de la création locale par des expositions à partir de 1943 et jusqu'à son décès en 1961.
René-Yves Creston, conservateur en poste de 1961 à sa mort en 1964, apporte sa vision personnelle au musée et soutient les mouvements artistiques et les arts et traditions populaires.
Durant la période 1964 à 1981, le musée est à la peine, la municipalité récupère les salles d'expositions et les collections déménagent au pavillon Bellescize et autres lieux. Germaine Creston poursuit l'acquisition d'un fonds ethnographique et concourt à quelques expositions.
Dès 1981, avec le soutien de la direction des Musées de France, une impulsion du maire Yves Le Foll et de son adjoint à la culture, Yves Garnier, permet d'entrevoir une nouvelle vie au musée. Pascal Aumasson, en poste de conservateur de 1981 à 1989, participe à l'aménagement en 1983 d'un premier bâtiment pour les expositions temporaires, puis un second bâtiment est inauguré en 1986 pour les collections permanentes.
Les directeurs qui se succèdent ensuite contribuent tous à faire du musée une institution dynamique et professionnelle à travers une riche programmation d'expositions, l'accompagnement de tous les publics et la conservation des collections.

### Chronologie

#### Du musée révolutionnaire aux sociétés savantes

##### 1789 à 1794: une création révolutionnaire

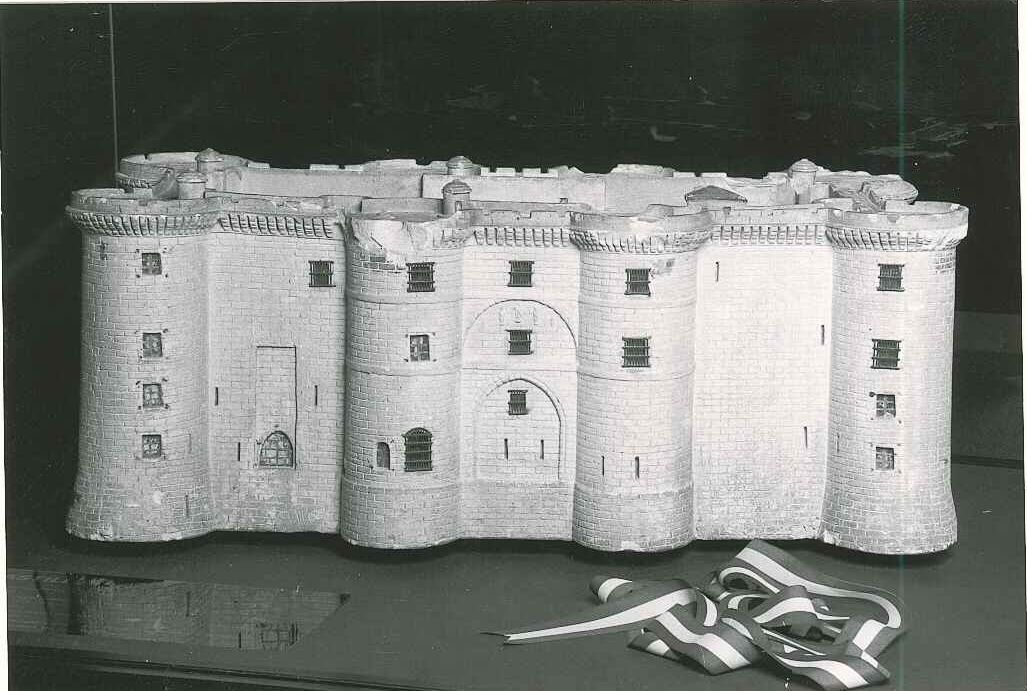
Maquette par moulage de la Bastille, probablement réalisée en 1789-1790 et arrivée à Saint-Brieuc entre 1790 et 1791. Inv. 530.

Conformément au décret du 2 novembre 1789 relatif aux biens du clergé, les bibliothèques du séminaire de Saint-Brieuc et  celles des couvents de la ville sont regroupées et viennent rejoindre la bibliothèque du collège de la ville.
À cette époque, le Paradis est le collège de Saint-Brieuc. Cet ancien collège était situé à l'emplacement de l'actuel musée de Saint-Brieuc. Cet édifice appelé « l'isle du Paradis », avait été construit entre 1620 et 1623 à l'emplacement d'une maison ou d'un hôtel appelée Le Paradis acheté par la ville en 1609.
Au milieu du XVIIIe siècle, ce collège fonctionnait sous la haute direction de l'évêque de Saint-Brieuc et il avait la réputation d'être l'un des meilleurs de Bretagne. Le 31 juillet 1792 a lieu la dernière distribution des prix et la fermeture de cet établissement tenu par des religieux. C'est la  chapelle de ce collège, construite après 1738, qui sert alors de dépôt aux bibliothèques et aux œuvres saisies.
L'Assemblée nationale prend entre 1789 et 1794 plusieurs mesures ambitieuses de conservation des œuvres d'art aboutissant le 21 mars 1794 (1er germinal an II) à une instruction sur la manière d'inventorier et de conserver tous les objets qui peuvent servir aux arts, aux sciences et à l'enseignement, tels que peinture, sculptures, gravures, dessins, etc. Elle réitère régulièrement consignes et circulaires à l'attention des citoyens désignés responsables de cette tâche dans les districts ou les départements.
De même, conformément au décret des 9 au 12 février 1792 et en application du décret du 30 mars 1792, il est prévu la confiscation des biens des émigrés et leur mise en vente publique.

##### 1794 à 1799: naissance du musée au chef-lieu du département
Courant 1794 et plus exactement en  pluviôse an II, soit plus de cinq ans après le décret relatif aux biens du clergé, un séquestre est établi sur les biens de l'évêque de Saint-Brieuc Hugues-François de Regnauld de Bellescize qui avait modifié en 1780 la demeure épiscopale par l'adjonction d'un pavillon (actuel pavillon de Bellescize, rue Henri Servain). Nommé en 1774 et encore en poste en 1789-1790, il avait refusé de prêter le serment civil. L'inventaire de ses biens est rapidement dressé, toutefois dans la perspective de la vente publique, neuf objets d'art sont réservés pour la collection et retirés de la vente, les autorités mettent vite ces collections à l'abri dans une salle de la maison épiscopale .
Le premier numéro de cette liste de neuf articles fait référence à « un tableau, cadre doré, représentant l'état de Tancrède après son combat avec Argont ». Il s'agit vraisemblablement du tableau de l'école italienne du XVIIe siècle, que le futur conservateur du musée de Saint-Brieuc Léon Brandt répertorie en 1906 sous le no 69, Vafrin et Herminie découvrant Tancrède blessé, comme provenant de la galerie de Monseigneur de Bellescize, évêque de Saint-Brieuc .
Parmi ces objets figureraient un tableau représentant la Vierge, quatre grands attiques à cadre doré représentant les arts, un autre tableau ou gravure représentant une colonne pyramidale en l'honneur de Louis XVI, une médaille représentant un ange, trois tableaux d'église déchirés, une sphère et un globe, une petite caisse contenant cinq colonnes des ordres de l'architecture et deux cartes géographiques du continent Amérique.
Le citoyen Jacques René Yves Ernault est chargé de la garde de ces objets. Il était le vicaire général de l'évêque constitutionnel de Saint-Brieuc, Jean-Marie Jacob, en poste depuis mai 1791,.
Par ailleurs, une confiscation au titre des biens d'émigrés a lieu chez Monsieur de Boisgelin au manoir de Kersac'h en Ploubazlanec,. En 1806, Monsieur de Boisgélin obtiendra du préfet la restitution des portraits confisqués .
Parallèlement, la Convention prend, par décret no 148 du 8 pluviôse an II (27 janvier 1794) une ordonnance de création d'une bibliothèque au chef-lieu de chaque département, en l’occurrence à Saint-Brieuc, dont le nom est changé la même année en Port-Brieuc.
L'article 1er de ce décret relatif à l'établissement de bibliothèques publiques dans les districts (futurs départements) est rédigé ainsi : « […] les administrations de district […] feront dresser un récolement des inventaires qu'elles ont dû faire des livres et manuscrits des ci-devants et communautés ecclésiastiques et de ceux qu'elles sont tenues de faire encore des livres des émigrés ainsi que des condamnés dont les biens sont confisqués ; ensemble des objets d'histoire naturelle, des instruments de physique, de mécanique, des antiques, médailles, pierres gravées, tableaux, dessins, gravures, plans, cartes et autres monuments des arts et d'instruction qui leur appartenaient, en feront parvenir une copie au département et une autre au comité d'instruction publique […] »

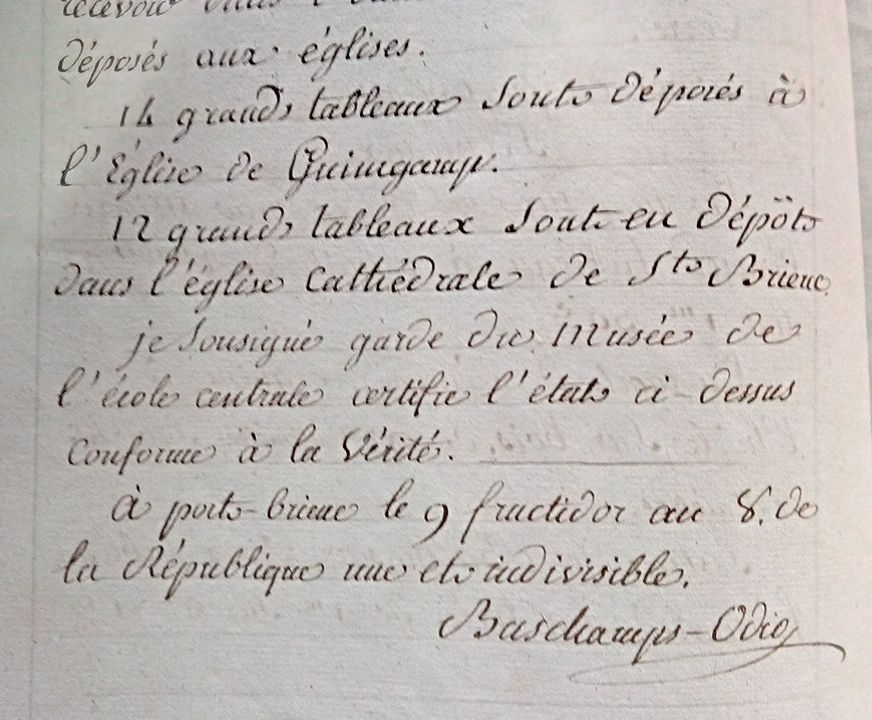
Signature d'Odio-Baschamps et catalogue des collections d'histoire naturelle du musée d'Art et d'Histoire de Saint-Brieuc.

Pierre-Marie Odio des Baschamps (dit Odio-Baschamps) est nommé titulaire le 20 brumaire an IV (11 novembre 1795) . Né à Saint-Brieuc en 1751, ancien recteur de Pordic, il devient, dès 1790, le principal vicaire épiscopal du nouvel évêque de Saint-Brieuc, Jean-Marie Jacob, nommé à ce poste le 1er mai 1791 et installé à ce poste le 15 de ce mois.
La première mention d'un projet de « musée à Saint-Brieuc » apparaît, lorsque, dès An III Odio-Baschamps est chargé par le district et le département d'établir, à côté de l'école centrale, un musée et une bibliothèque.
En sa qualité de commissaire du district, il va d'ailleurs annoter et emballer la bibliothèque de l'abbaye de Beauport, où, jeune, il avait été chanoine régulier de Prémontré. À noter que la crosse en bois sculpté en provenance de cette abbaye de Beauport a été répertoriée en 1906 sous le no 280 par Léon Brandt, conservateur du musée à cette époque, et qu'elle est actuellement en dépôt à cette abbaye. À noter également que Léon Brandt répertorie en 1906 sous le no 279 une crosse sculptée en provenance du ciborium de la collégiale de Saint-Guillaume, celle-ci est aujourd'hui introuvable.
Devant l'insistance de l'acquéreur de la maison épiscopale (pavillon Bellecsize) désireux d'en prendre possession, il est nécessaire de transférer les objets d'art confisqués dans un autre lieu. Le  22 vendémiaire an IV (14 octobre 1795), le citoyen Ernault obtient l'autorisation d'entreposer ces objets d'art dans un local de l'ancien collège du Paradis, et il est nommé « gardiataire du musée ».
Le 20 brumaire an IV (11 novembre 1795), Odio-Baschamps est nommé bibliothécaire chargé des fonds de la bibliothèque et du musée.
Le 7 fructidor an IV (24 août 1796), le musée est installé dans la galerie de la chapelle de l'ancien collège du Paradis où se trouvent déjà regroupées les bibliothèques du département.
Faute de place, ces fonds sont transférés provisoirement en mai 1799 dans l'ancien couvent des Bénédictines du Calvaire  (situé dans l'actuelle rue Saint-Benoit) qui devient l'École centrale inaugurée le 7 ou 10 prairial an VII (30 mai 1799) avec comme directeur Odio-Baschamps.
Le 12 messidor an VII (30 juin 1799), Odio-Baschamps est nommé commissaire pour rechercher les objets d'art, livres, tableaux et gravures disséminés dans les dépôts publics et les communes du département, pour en dresser un état général et en provoquer au besoin la remise. À noter qu'à cette époque, le musée et la bibliothèque, aussi bien que l'École centrale relèvent de l'administration départementale.
Odio-Baschamps est assisté dans cette mission de Joseph Michel Lymon de La Belleissue, (dit Lymon-Belleissue). Natif de Saint-Brieuc, docteur-médecin et adjoint au maire de Saint-Brieuc, Lymon-Belleissue, en fin lettré, est élu membre du jury d'instruction et de la commission de recherche des objets d'art. À ce titre, il rapporte de ses voyages dans le département et de Paris d'importantes collections qui viennent enrichir la bibliothèque et le musée.

##### 1800 à 1875: du musée département vers un musée municipal
Le baron Jean-Pierre Boullé, premier préfet du département nommé le 11 ventôse an VIII (mars 1800), fait exécuter des travaux dans l'ancienne chapelle de l'enclos des Cordeliers construite en 1503. Cet imposant édifice masquait alors totalement les bâtiments du couvent des Cordeliers transformés en 1803 en collège communal (emplacement de l'actuel collège Anatole Le Braz).
Jacques Piou (Guingamp 1770-1861) ingénieur des Ponts et Chaussées du département , fait doubler la surface intérieure de cette chapelle en édifiant un plancher à mi-hauteur de la nef.
Dans une lettre adressée par Jacques Piou le 1er novembre 1800 (10 brumaire an IX) à Messieurs Lymon-Belleissue et Odio-Baschamps, il indique « […] Au-dessous de la bibliothèque, il y a une salle d'exercice, avec amphithéâtre de 100ds [sic] de long, éclairée par huit grandes croisées. Elle est plafonnée et les murs seront couverts de tableaux que vous obtiendrez du Gouvernement et de ceux qui existent déjà au Muséum » (Archives municipales, série 2R2).
Au cours de l'année 1801, la bibliothèque est installée au premier étage et le musée est aménagé au rez-de-chaussée de cette ancienne chapelle.
À la suite de la réforme de l'enseignement, Odiot-Baschamps a la double charge de professeur à l'École centrale et de bibliothécaire.
Jacques Piou fait état également à cette époque d'un groupe de travail comprenant outre les déjà cités Odiot-Baschamps et Lymon-Belleissue, Messieurs Fromaget (professeur à l'École centrale), Jouannin, Jégou, Le Maoût, Le Deist-Botidoux, Néther (Melle?) et Curo, presque tous professeurs à l'École centrale.
Après quatre années d'existence, l'École centrale est fermée le 16 ou 18 juillet 1803 (27 messidor an XI) et remplacée dans les mêmes locaux par l'école secondaire communale à la charge de la municipalité et Odio-Baschamps en devient naturellement le directeur provisoire en prêtant serment le 26 septembre 1803 (5 vendémiaire an XII).
Par décret du 8 pluviôse an XI (28 janvier 1803), il est fait obligation aux municipalités d'entretenir à leurs frais les musées et bibliothèques relevant des écoles centrales avec prise en charge du salaire du conservateur et de l'entretien des locaux.
Cette disposition tarde à entrer en application dans le département et le préfet Jean-Pierre Boullé signifie le 29 mars 1806 à Jean-Louis Thierry, maire de Saint-Brieuc « […] La bibliothèque de ce département sera rendue publique lundi prochain. Elle restera ouverte tous les jours, excepté le dimanche, depuis dix heures du matin jusqu'à midi et de trois heures à cinq heures du soir » (Archives départementales, cote 2R2).
Faute de moyens financiers, le musée semble être resté longtemps une sorte d'annexe de la bibliothèque. Le 11 mai 1830, le conseil municipal nomme Prosper Huguet comme bibliothécaire (Archives municipales série 1D13). En 1834, le conseil municipal vote un budget de 600 francs pour l'entretien de la bibliothèque, 800 francs pour le bibliothécaire, 200 francs pour l'entretien des instruments de physique, 100 francs pour l'achat de modèles pour l'école de dessin et 500 francs pour le prix aux écoles primaires (Archives municipales série 1D14). Rien pour le musée.
Parallèlement, quelques initiatives voient le jour comme l'établissement le 7 septembre 1817 de la Société d'agriculture, du commerce et des arts de l'arrondissement de Saint-Brieuc, les  recherches et publications historiques de François-Marie Guillaume Habasque (1788-1855), les cours de minéralogie de l'ingénieur des ponts et chaussées Pierre Étienne Morin et  les études des sciences naturelles par le pharmacien briochin François Ferrary (Saint-Brieuc, 1780-Saint-Brieuc, 1842) qui publie dans l'Annuaire du département, à partir de 1837, une enquête sur la flore de la région sous le titre Essai sur l'histoire naturelle des Côtes-du-Nord.
François Ferrary est à l'initiative de l'organisation au musée de Saint-Brieuc d'un cabinet d'histoire naturelle et de minéralogie et de la constitution d'une commission du musée dont il assure la présidence, entouré de Monsieur Bourel comme secrétaire et de membres tels que Messieurs Dutilleul, Marée et Morin.
En 1831, le conseil général du département lui accorde une somme de 300 francs pour l'établissement de ce cabinet. Avec l'appui des membres de la commission du musée et du rapport du préfet qui reconnait l'utilité réelle de ce cabinet au chef-lieu du département, la commission obtient en 1832 une nouvelle allocation de 300 francs pour établissement définitif (Archives départementales cote 1N17).
Par courrier du 20 janvier 1833 et faute de ressources, la commission du musée sollicite encore le préfet pour obtenir un nouvel appui du conseil général. Elle fait état de l'enrichissement du musée en objets d'histoire naturelle, de la remise en ordre de la collection de minéraux du département par Pierre Étienne Morin, du classement de la conchyliologie par Messieurs Dutilleul et François Ferrary et du dépôt de terre à porcelaine, de houille, de carbonate calcaire et  de terre à pipe. Au nom de la commission, François Ferrary fait également mention que les collections d'insectes et d'oiseaux ont été gâtées par le défaut d'armoires pour les mettre à l'abri (Archives départementales cote A2 O278).
Néanmoins, vu la pénurie de ressources du département et tout en reconnaissant l'utilité de ce « musée départemental » à Saint-Brieuc, le conseil général déclare ne jamais avoir eu l'intention de lui accorder une allocation annuelle et il met un terme à son soutien financier (Archives départementales, cote 1N18).
Monsieur Ribault[Lequel ?], nommé conservateur du musée aux appointements de 300 francs annuels, commence la rédaction d'un inventaire du musée à partir de novembre 1835 et obtient le 26 novembre de François Le Pommelec, maire de Saint-Brieuc, une indemnité de 50 francs pour ce surcroît de travail (Archives municipales, série 1D15).
Au titre du budget de 1837, le conseil municipal du 4 octobre 1836 vote 300 francs pour le conservateur du musée (même somme qu'en 1836) et 500 francs pour le mobilier et l'entretien du musée (contre 100 francs en 1836) en mentionnant le propos du maire sur la nécessité urgente de déplacer cet établissement et le vœu qu'il soit indépendant de la bibliothèque (Archives municipales, série 1D15).
En 1841, le préfet nomme un comité archéologique de cinq membres (un par arrondissement) pour rendre compte au conseil général des richesses enfouies dans la bibliothèque de Saint-Brieuc et dans les archives du département et sauver de la destruction quelques vieux documents.
Parallèlement, la Société archéologique et historique des Côtes-du-Nord est fondée le 25 juin 1841. Présidé par Athanase Saullay de L'Aistre, elle entreprend d'intéressants travaux sur l'histoire du département (page 313 de l'Histoire de Saint-Brieuc par Jules Lamare). Elle réitère ensuite régulièrement le vœu d'un lieu de dépôt de ses archives et la création d'un musée archéologique à Saint-Brieuc.
Le conseil municipal  de Saint-Brieuc étudie cette requête, nomme le 2 janvier 1846 une commission, prend acte le 17 mars du rapport de cette commission et  vote le 3 mai 1846 un budget de 150 francs pour la formation d'un musée archéologique (Archives municipales, série 1D19). Aucune suite semble-t-il à ce projet.
En 1848, l'architecte Alphonse Guépin (Uzel, 1808-Saint-Brieuc, 1878) se voit confier la construction d'un lycée sur l'emplacement de l'ancien couvent des Cordeliers devenu collège royal en 1847 (actuel collège Anatole Le Braz). La première pierre est posée le 23 avril 1849 mais le lycée n'ouvre ses portes qu'en octobre 1852. Toutefois, la bibliothèque et le musée restent en place dans l'ancienne chapelle du couvent jusqu'en 1862.(Archives municipales plan 3Fi042)

#### Un musée pour apprendre l'art

##### Édouard Nimier et les dépôts de l'État
Édouard François Nimier (Alençon, 1823-Saint-Brieuc, 1887), professeur agrégé de physique, est nommé bibliothécaire par le conseil municipal du 10 février 1852. Il assurera ce poste jusqu'en 1887 (Archives municipales, série 1D21).
L'architecte Alphonse Guépin est chargé de la construction d'un nouveau bâtiment (actuelle bibliothèque municipale André Malraux à côté du collège Anatole Le Braz). Ce bâtiment comprend au rez-de-chaussée le musée et à l'étage la bibliothèque (Archives municipales, plan 3Fi 063). Ce bâtiment est construit à partir de 1860 et les boiseries intérieures et les planchers sont réalisés en 1862 (Archives municipales, séries 1D24 et 1D25).
Édouard Nimier assure en 1863 le transfert de la bibliothèque et des objets du musée de l'ancienne chapelle de l'enclos des Cordeliers vers ce nouveau bâtiment, il s'occupe de l'aménagement des fonds et il répertorie les œuvres de la bibliothèque et du musée (Archives municipales, série 1D21).
À cette époque, le musée de sculptures et de peintures côtoie les collections d'histoire naturelle (Archives municipales, série 2R5) et la bibliothèque est ouverte au public par Édouard Nimier deux soirs par semaine (Archives municipales, série 1D25).
En 1862, le musée reçoit des dons de tableaux de l'État et notamment une nature morte de l'école italienne du XVIIIe siècle (N°16 du catalogue de 1906 de Léon Brandt) et le don de l'Amiral Léonard Victor Charner de deux drapeaux annamites pris à l'ennemi. Le conseil  municipal décide alors la réalisation d'un buste en marbre de l'amiral et ce travail est confié au sculpteur briochin Ludovic Durand  (Archives municipales séries 1D53 et 1D25).
Le conseil municipal du 12 janvier 1864 vote un budget de 400 francs pour l'achat d'un groupe d'animaux empaillés à Monsieur Hamon (Archives municipales, série 1D53). il s'agit vraisemblablement du futur conservateur du musée, Henri Hamon, docteur vétérinaire à Saint-Brieuc.
Le conseil municipal du 16 octobre 1866 approuve la dépense d'installation de six becs de gaz dans la salle du musée (Archives municipales série 1D53).
Dans ses notes écrites en 1906, Léon Brandt mentionne « […] jusqu'en 1872, on parait ignorer l'existence du musée, celui-ci possède pourtant deux portraits de Largillière qui doivent provenir des galeries impériales. À partir de 1872, l'État fait des envois importants. Peintures, sculptures, gravures sont expédiés annuellement (Melchior Hondecoeter, Verdier, Le Guerchin, Lemoyne, etc.). Les collections s'accroissent, mais le local situé sous la bibliothèque, rue du Lycée, est insuffisant ; ces œuvres sont amassées sans ordre et le public ne s'y intéresse pas, un autre local s'impose ».
Parmi les acquisitions du musée entre 1872 et 1875, il est relevé plusieurs dons de tableaux par l'État, l'envoi par le ministère des Beaux-arts d'une collection artistique de modèles en plâtre, des demandes de crédits pour la restauration ou le transport des tableaux et pour  l'encadrement des gravures, mais aussi le don de squelettes de poissons par Monsieur Paturel (Archives municipales, série 1D54).

##### 1875 à 1899: un musée municipal à l'hôtel de ville

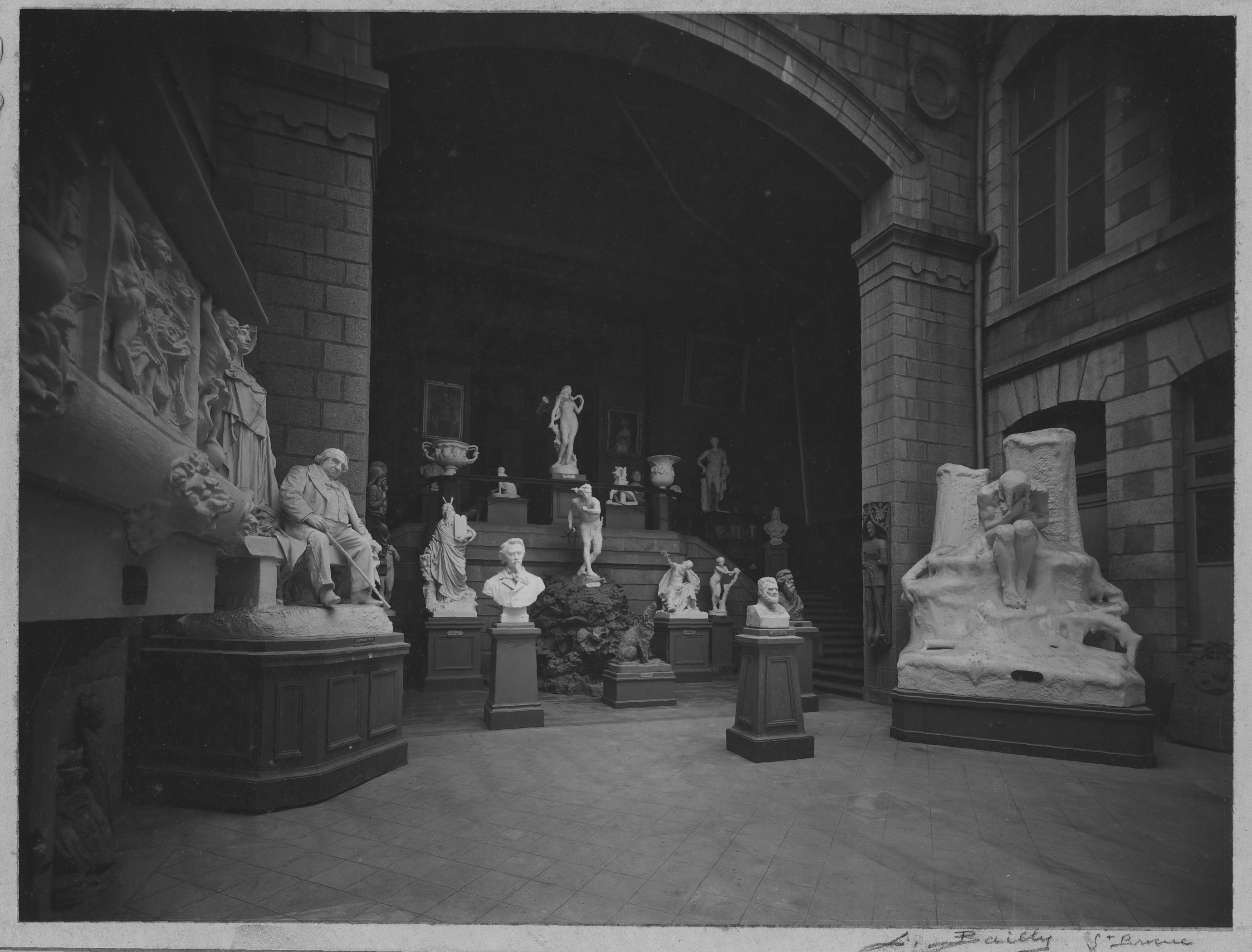
Le Musée au Jardin d'Hiver de la Mairie (titre factice), photographie de Lucien Bailly, musée d'Art et d'Histoire de Saint-Brieuc.

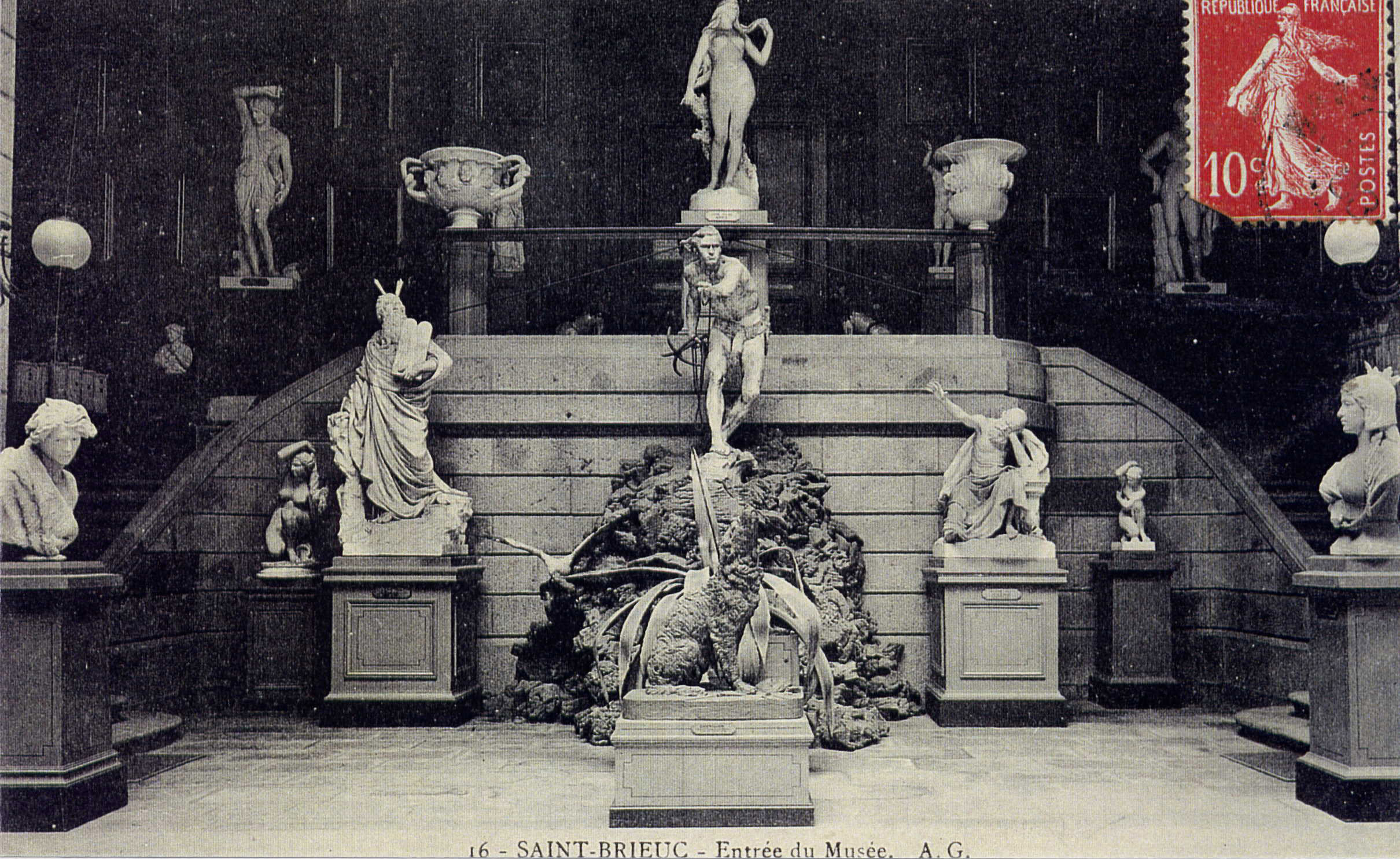
Vue du musée de Saint-Brieuc, carte postale (vers 1900).

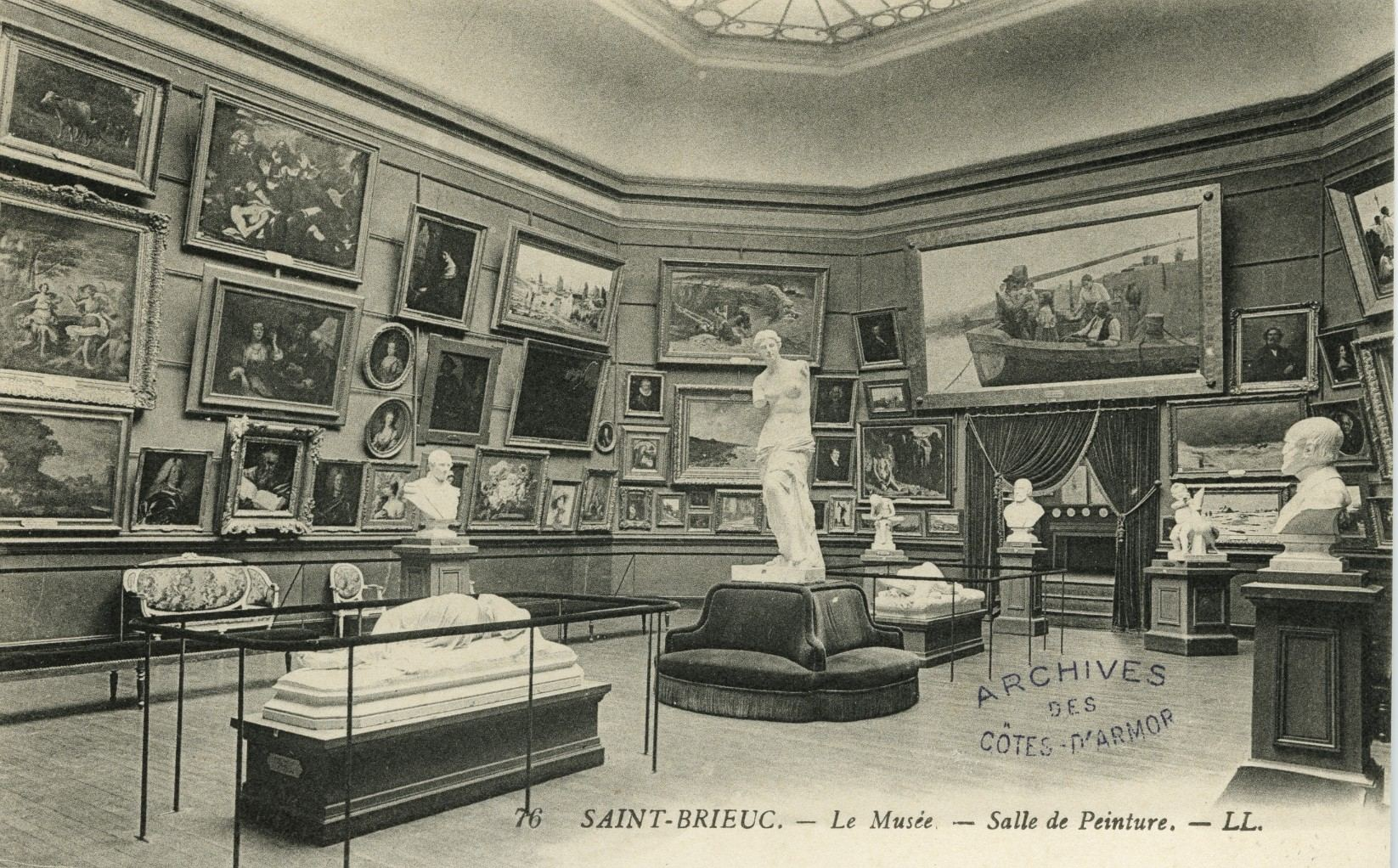
Le musée - salle de peinture, carte postale

Lors du conseil municipal du 13 septembre 1875, l'installation du musée est à l'ordre du jour, il lui est alloué une somme de 3 000 francs plus 150 francs pour un appareil de chauffage. À cette époque le musée ne dispose pas de conservateur, poste qu'Édouard Nimier, bibliothécaire, ne peut assumer. Lors du conseil municipal du 11 février 1876, Monsieur Bienvenüe se plaint d'ailleurs de voir le musée interdit au public.
Lors de la reconstruction de l'hôtel de ville suivant les plans de l'architecte Alphonse Guépin, il est conservé et restauré une maison adjacente pour y abriter les collections du musée, notamment la collection d'oiseaux, les spécimens de géologie et de minéralogie et les objets archéologiques. L'ancienne salle des spectacles de la mairie (actuelle salle des réceptions et mariages) est restaurée et devient le musée d'art où sont entassés en désordre peintures, sculptures, vitrines, dessins et gravures, (Archives municipales, plan 3Fi 061).
Dans son ouvrage de 1884, Jules Lamarre relève de façon assez critique l'aménagement du musée : « […]On a conservé provisoirement les restes d'une maison du XVIIe siècle et on a restauré à grands frais l'ancienne salle de spectacle détruite par le feu dans la nuit du 26 au 27 décembre 1875. Il est à craindre que ces deux bâtiments, construits sur des plans différents, ne répondent, ni par leur aspect, ni par leurs dispositions, aux besoins d'une cité en voie d'agrandissement. »
Cet état semble durer jusqu'en 1900, d'autant que les dons de nouveaux tableaux par l'État se poursuivent.
Le 22 février 1884, Henri Hamon (Lamballe, 1822-Saint-Brieuc, 1899), docteur vétérinaire à Saint-Brieuc, est nommé conservateur du musée. Il était depuis de nombreuses années l'un des membres de la commission administrative du musée. Il est chargé d'établir un catalogue général du musée.
Entre 1884 et 1891, l'État poursuit l'envoi de dons de tableaux et il est également enregistré des dons d'artistes ou de leur famille et notamment le tableau Embouchure du Trieux par Paul Sébillot et Jeune paysanne bretonne par Vincent Vidal.
La période 1892 à 1901 voit notamment l'enrichissement du musée par plusieurs achats comme en 1893 le tableau Les mariniers par Edmond Picard, en 1898 le tableau Pendant la messe, église de Saint-Gonery et en 1901 le tableau Les brûleurs de varech à Penmarc'h par Georges Clairin. De même, le musée enregistre de nouveaux dons de l'État en statues comme le buste d'Alexandre Glais-Bizoin réalisé par Charles Foulonneau ou en tableaux comme Femmes d'Alger, copie de Georges Jouve et des dons privés comme ceux du baron de Rothschild en 1892 ou celui de Monsieur de Clézieux fils en 1893 d'un tableau de Jacques Jordaens de l'école flamande du XVIIe siècle.
À cette époque, la municipalité vote annuellement un budget de 1000 francs pour l'acquisition de tableaux, 1000 francs pour l'entretien du musée et 400 francs pour le traitement de son gardien.

##### 1900 à 1935: Léon Brandt, conservateur du musée
Le 23 juillet 1900, Léon Brandt (Loche, 1861-vers 1934-1935), professeur de dessin au lycée, prend la succession d'Henri Hamon au poste de conservateur du musée.
La municipalité fait agrandir les locaux de la mairie en construisant un bâtiment annexe. À la demande de la commission du musée, le conseil municipal du 28 décembre 1900 vote un budget de 1890 francs pour la construction sous le contrôle de l'architecte de la ville François Bourgin (Guingamp, 1859-Paris, 1929) d'un escalier de 21 marches au départ de la partie surélevée du musée pour accéder au deuxième étage du bâtiment en construction comprenant notamment trois minuscules pièces mansardées à usage d'annexes au musée pour l'installation des collections d'histoire naturelle.
Léon Brandt procède à l'organisation du musée artistique avec ordre : peintures, sculptures et gravures ont leurs salles spéciales, leur classement par époque s'effectue et les visiteurs s'intéressent aux œuvres qu'ils n'avaient jamais été à même de voir.
Les nombreuses cartes postales éditées au début du XXe siècle, notamment par Armand Waron, donnent une vision complète des parties du musée accessibles au public. L'entrée se fait par la cour intérieure couverte de l'hôtel de ville se poursuivant par l'escalier d'honneur avec une présentation de sculptures monumentales . L'étage comprend une très grande salle consacrée aux peintures et aux sculptures et, après avoir monté trois marches, une seconde salle consacrée aux dessins et gravures encadrées et aux médailles.
En avril 1906, Léon Brandt fait paraître un ouvrage intitulé Musée de Saint-Brieuc. Notices sur les collections de tableaux, sculptures, gravures, etc.. Cet ouvrage est illustré de photographies de Armand Waron et mentionne la composition de la commission du musée. Outre le préfet Edmond Robert en qualité de président d'honneur et le maire Henri Servain, président, il est cité Armand Dayot, inspecteur des Beaux-arts, Prosper Hémon, conseiller de Préfecture, Benoit Tempier, archiviste départemental, C. Détaille, professeur agrégé au Lycée, Alain Raison du Cleuziou, secrétaire de la Société d’Émulation, Alphonse Guépin fils, architecte, Francisque Lemoine, peintre, Louis Félix Ollivier, député et Léon Viénot, avocat honoraire .
Parmi les œuvres reproduites dans cet ouvrage, citons les peintures  La Fileuse endormie  par Alexandre Antigna, Le Soir à Pont-Croix par Victor Fournier, Le Maraudeur par Louis Edouard Fournier, Le Débarquement de thon à Concarneau par Alfred Guillou, Connais-toi toi-même par Jacques Jordaëns, Portrait d'homme par Nicolas de Largillierre, Évangéliste par Le Tintoret, Tête de jeune fille par François Lemoine, Job et ses amis par Maurice-Théodore Mitrecey, Baie de Douarnenez par Emmanuel Lansyer, Prêts à partir pour le labour par Lucien Schmidt et Junon et la nymphe Io par François Verdier.
Plus de cent autres tableaux  sont répertoriées en 1906 et notamment des peintres régionaux comme Yan d'Argent, Alfred Beau, Alfred Guillou, Jean-Louis Hamon, Emma Herland, Édouard Hostein, Olivier Perrin, Joseph-Alexandre Ruellan, Paul Sébillot, ainsi que de nombreuses aquarelles, gouaches et dessins, une cinquantaine de sculptures dont Renan par Jean Boucher et des œuvres d'artistes régionaux tels Ludovic Durand, Paul Guibé, Élie Le Goff, Pierre Ogé, etc. et près de cent gravures, des bustes, des médaillon, ainsi que des objets de collections d'histoire naturelle, des armes et armures et des collections archéologiques.
Quelques photographies réalisées par Lucien Bailly ou Raphaël Binet nous permettent de constater des variations dans les agencements des sculptures.
Durant la période 1912 à 1924, les conseils municipaux valident de nombreux dons, notamment en 1912 une collection de coquillages par Monsieur de Cuverville, en 1922 des pierres, coquillages et fossiles par Madame de Kergariou et en 1924 une collection archéologique par Monsieur Le Maout (Archives municipales, série 1D55).
Un inventaire du musée semble avoir été réalisé par Léon Brandt en 1919[réf. nécessaire].
Au titre du budget de 1926 voté le 28 décembre 1925, le poste « Musée » s'élève à 2425 francs avec notamment le traitement du conservateur Léon Brandt pour 600 francs, celui du gardien Monsieur Sivienne pour 600 francs et un poste de 1200 francs pour les achats et entretien du musée (Archives municipales, série 225W94).

##### 1935-1961: Émile Daubé, conservateur du musée à l'hôtel de ville
Au décès de Léon Brandt en 1935, Émile Daubé, directeur depuis cette date de l'école municipale de dessin qu'il installe en  rue Abbé-Josselin à Saint-Brieuc, est nommé conservateur au traitement annuel de 4500 francs.(Archives municipales, série 1D49).
Lorsqu'il accepte ce poste en 1936, le musée est constitué de deux salles dans l'enceinte de la mairie, figées depuis 1881 dans une présentation immuable des fonds de peintures et de sculptures. Il fera vivre ce lieu par le ressort classique d'expositions temporaires et d'acquisition de collections.
La période d'occupation allemande durant la Seconde Guerre mondiale ne semble pas avoir fermée le musée et Émile Daubé participe à la mise à l'abri des œuvres les plus prestigieuses.
Les membres de la commission municipale du musée élus le 26 septembre 1941 sont Pierre Bogrand, Octave-Louis Aubert, Henri Frotier de la Messelière et Périgois (Archives municipales, série 1D49).
Le Salon des artistes de la région briochine au musée de l'hôtel de ville devient progressivement un rendez-vous où se retrouvent des artistes à la réputation bien installée (Francis Renaud (sculpteur), Raphaël Binet, Lucien Seevagen, André Mériel-Bussy) et des débutants. Apparaissent au fil des catalogues les noms de certains élèves de l'école municipale de dessin dont certains mèneront une carrière artistique (Jean Mordant, Guy Mahé, André Coupé, Bernard Locca, René Rault). Émile Daubé lui-même accrochait paysages et portraits dans le cadre de ces rendez-vous réguliers.
Au moins une vingtaine d'expositions sont présentées par Émile Daubé à partir de 1943 jusqu'à sa mort en 1961. Il faut citer à huit reprises les salons de peinture et sculpture d'artistes de la région et de nombreuses expositions temporaires d'une à sept semaines telles que La mer vue par les peintres de Jongkind à nos jours en 1952, P.Querrel, L'intellectuel dans la cité, Jean Mordant, Églises œcuménique et L'art de l'affiche en 1959, Le centre pédagogique de Rennes et Rétrospective de la peinture américaine moderne en 1960, et Rétrospective Mathurin Méheut en 1961.
Les conseils municipaux fixent les droits d'entrée, les prix de vente des catalogues et les frais de déplacements. (Archives municipales, série 225W, registres 42 à 48).
Un nombre important d’œuvres entre dans les collections du musée : peintures, sculptures, arts graphiques, répondant logiquement à la prééminence des beaux-arts dans les musées de l'époque.
Émile Daubé réalise en 1948 l'inventaire du musée et le conseil municipal du 8 octobre 1948 lui alloue une somme de 30000 francs pour ce travail (Archives municipales 225W3 vue 252). Cet outil est indispensable à la gestion des collections et à leur protection juridique.
Dans les dernières années de ses fonctions, une collaboration s'installe avec son futur successeur, René-Yves Creston : quelques collections ethnographiques commencent alors à entrer au musée, préfigurant la réorientation de l'établissement dans la deuxième moitié du XXe siècle. En effet, le 31 janvier 1955, le conseil municipal valide la décision d'un « musée folklorique » qui pourrait trouver place dans le manoir du Saint-Esprit ou dans l'une des vieilles maisons classées de Saint-Brieuc.

#### Vers un musée des Arts et Traditions populaires

##### 1961-1964:René-Yves Creston, conservateur du musée
Au décès d'Émile Daubé en 1961, René-Yves Creston est nommé conservateur du musée.
Ethnologue confirmé, spécialiste de la mer et du costume, rattaché depuis peu au Centre national de la recherche scientifique (CNRS) et organisateur des salles d'ethnologie des musées de Rennes et de Quimper, il met tout son poids pour réorienter les fonds du musée.
Issues des principes énoncés par Georges-Henri Rivière, fondateur du musée national des Arts et Traditions populaires (ATP), René-Yves Creston vise à établir un réseau logique d'établissements. Ainsi à Saint-Brieuc, il se donne pour mission la conception d'un musée ethnographique de la baie de Saint-Brieuc (Trégor, Goëlo et Penthièvre).
Durant ces trois années de fonction, Il organise à la mairie de Saint-Brieuc et avec peu de moyens[réf. souhaitée] des salons d'artistes briochins. Après la Rétrospectives Daubé en 1962, on relève en 1964 pas moins de onze expositions temporaires d'une à quatre semaines sur des sujets très variés (Peintres du groupe Signatures , Affiches de la collection Boulbain, Yvon Le Corre, Exposition de la paix, Vieilles voitures, Troupes de marine)
En 1963, il organise de main de maître à la mairie de Saint-Brieuc une exposition Les coiffes bretonnes du XIXe siècle dans la vie et dans l'art. Cette exposition résulte d'une précieuse enquête entreprise pendant sept ans, à partir des instructions de Henri Bourde de La Rogerie, archiviste du Finistère et conservateur du musée départemental breton de Quimper. Cette exposition se caractérise par l'improvisation d'un laboratoire de restauration des coiffes de l'ancienne collection Kériolet et l'apport d'autres collections issues de fonds particuliers ou de musées.
En 1964, René-Yves Creston met en œuvre une ultime exposition intitulée Quatre siècles de mobilier breton où se  révèle une authentique profession de foi en faveur d'un renouveau des arts décoratifs.

##### 1964 à 1981: Germaine Creston au pavillon Bellescize
Après la mort de René-Yves Creston le 30 mai 1964, sa seconde épouse Germaine Creston organise en 1964 trois petites expositions temporaires de dix à quinze jours : Morvan, G. de Freitas et Peintres du groupe Signatures.
Antoine Mazier est à l'initiative de la réorganisation des locaux de l'intérieur de l'hôtel de ville avec notamment l'affectation de la grande salle du musée en salle des mariages.
À quelle date ont lieu ces travaux ? Que deviennent les collections du musée? Ont-elles été entreposées dans l'ancienne caserne des Ursulines, avant la démolition de ces bâtiments en 1966? Les archives de la Société d'émulation des Côtes-du-Nord y avait leurs locaux au 2ème étage?
Le début de mandat municipal du nouveau maire Yves Le Foll est marqué le 15 juillet 1965 par la décision d'acquisition du pavillon de Bellescize pour y implanter le musée (archives municipales, série 225W 12, registre 49).
Cette acquisition par la Ville au prix de 200 000 francs est confirmée le 21 décembre 1965 et régularisée en mars 1966 avec les héritiers de Monsieur Duault, avocat (Archives municipales, série 225W 12).
On peut supposer que certaines collections et les archives du musée ont été entreposées dans le pavillon de Bellescize. Les témoignages recueillis font état des conditions déplorables dans lesquelles Germaine Creston a assuré pendant plus de quinze ans la survie du musée, nommée sous-archiviste auxiliaire à compter du 1er janvier 1969 (Archives municipales série 225W15, registre 52).
Le pavillon de Bellescize, ancienne maison épiscopale du XVIIIe siècle, fait l'objet le 23 novembre 1970 d'un classement à l'inventaire des monuments historiques .
Dans la vision de René-Yves Creston d'un musée d'arts et traditions populaires, Germaine Creston entreprend à son tour un ardent collectage, constituant ainsi un fonds ethnographique diversifié.
Dans cette orientation manifeste, la municipalité fait notamment l'acquisition en novembre 1976 de l’impressionnant métier à tisser de l'atelier de Léauté Planeix, tisserand à Uzel  (archives municipales du 11 novembre série 225W).
Toutefois, en 1977, la presse s'étonne du retard du projet : si le projet gagne en ambition (achat de bâtiments attenants au pavillon de Bellescize, projet de galerie couverte dans le jardin du pavillon), force est de constater que le musée n'est toujours pas ouvert au public.
La période 1966 à 1979 est également marquée par la participation du musée à des expositions à la Foire-Exposition ou à la Bibliothèque Municipale, mais aussi par des prêts d’œuvres d'art ou d'objets de vie domestique, de mobilier ou de costumes à destination de  Nantes, Val-André, Guerlesquin, La Roche-Jagu, Belle-Ille-en-Terre, Lamballe, Brest, Paris, Rennes, Pontivy, Quimper, Plancoët, Morlaix, Plédéliac ou Saint-Nazaire.
Le docteur Yves Garnier, élu adjoint au maire en 1977, chargé des affaires culturelles et rapporteur au projet d'aménagement du futur musée ethnographique, continue de soutenir fermement le choix de l'implantation du musée dans le pavillon de Bellescize (Conseil municipal du 25 novembre 1978).
Ce choix est malheureusement écarté devant le refus du ministère de la Culture d'accorder les subventions demandées, décision motivée par l'insuffisance des surfaces et des possibilités d'agrandissement du site choisi.
La presse locale, entre fin 1978 et fin 1981, est particulièrement attentive aux décisions municipales visant la résurrection du musée à Saint-Brieuc, sans pour autant en pouvoir situer le lieu d'implantation ni la date de son ouverture au public.
Le 3 avril 1979 a lieu au Pavillon de Bellescize  l'exposition Découverte du musée réalisée en collaboration avec  Gaby Marcon (Archives municipales série 225W). L'exposition Pour un musée vivant y est présentée entre le 9 juin et le 15 septembre 1979,.
La presse annonce en février 1981 : « L'État a promis un financement […] La ville aura son musée […] Le ministère des Affaires culturelles a promis une subvention pour 1982 sur la base du projet qui a pour site l'ancienne caserne de gendarmerie […] » (Télégramme de février 1981). La municipalité obtient l'amitié et le concours financier du conseil général des Côtes-du-Nord et de la direction des Musées de France.

#### Le nouveau musée

##### 1981: Pascal Aumasson, conservateur
Le 30 septembre 1981, Pascal Aumasson est nommé conservateur du musée, poste qu'il tiendra jusqu'au 3 décembre 1989, date de sa nomination à la DRAC à Rennes.
À cette date, l'ancienne caserne de gendarmerie construite en 1854-1855 à l'emplacement de l'ancien collège du Paradis est libre à la suite du transfert de la gendarmerie et le département décide de la mettre à disposition de la ville.
C'est finalement ce site avec ses deux bâtiments qui est retenu pour l'implantation du nouveau musée (Archives municipales, série 225W, point 19 du 9 février 1980).
Les travaux de rénovation, suivis par Patrick Morel, architecte de la ville, sont prévus en deux tranches, en premier temps le pavillon des expositions temporaires dans le bâtiment des anciennes écuries et en second temps celui des galeries permanentes dans le bâtiment administratif qui lui fait face.
Le docteur Yves Garnier souhaite que, par la mise en place d'un comité d'usagers, la population soit associée au fonctionnement du musée et que des expositions, des animations sur différents thèmes en fassent quelque chose de vivant.
Dans cette optique, il est organisé au pavillon de Bellescize entre le 3 mars et le 3 mai 1982 une exposition Quels musées pour demain avec la présentation de maquettes, suivi entre le 10 juin 1982 et le 1er mars 1983 de l'exposition La légende de Saint-Brieuc et les migrations bretonnes complétée de la projection du film de Rolland Savidan, Il y a de cela 1500 ans.
Yves Le Foll, maire et Yves Garnier, adjoint à la Culture de 1977 à 1983, profitent des mesures gouvernementales mises en place par Jack Lang, ministre de la Culture, pour étoffer l'équipe du musée. Aux côtés du conservateur Pascal Aumasson, Jeanne-Yvonne Simon-Hamel est nommée en septembre 1982 aux fonctions de conservatrice adjointe chargée du service éducatif.
Au terme de la première tranche des travaux, la nouvelle équipe du musée présente du 23 avril au 29 mai 1983 l'exposition Le mariage en Bretagne, montée en partenariat avec l'Association Buhez.
Juste après, en juin 1983, le pavillon reçoit la première manifestation du festival Art Rock.
Jusqu'à fin 1986, huit expositions temporaires en trois années vont se succéder : Mathurin Méheut de fin juin au 30 septembre 1983, La petite enfance en Bretagne rurale traditionnelle du 19 octobre 1983 au 19 février 1984, La mouche à miel du 15 mai au 1er septembre 1984, Quatre années sans couleurs (1914-1918) du 10 octobre au 25 novembre 1984, Mémoire d'un lieu du 6 au 29 décembre 1984, La clé des champs du 28 janvier au 15 septembre 1985, Mégalithes en Bretagne du 22 octobre au 8 décembre 1985 et Modernité et régionalisme du 15 novembre au 15 décembre 1986.
L'année 1986 voit l'ouverture tant attendue du bâtiment des galeries permanentes et le transport des collections du pavillon de Bellescize dans les nouvelles salles du musée.

##### Le musée auXXIesiècle

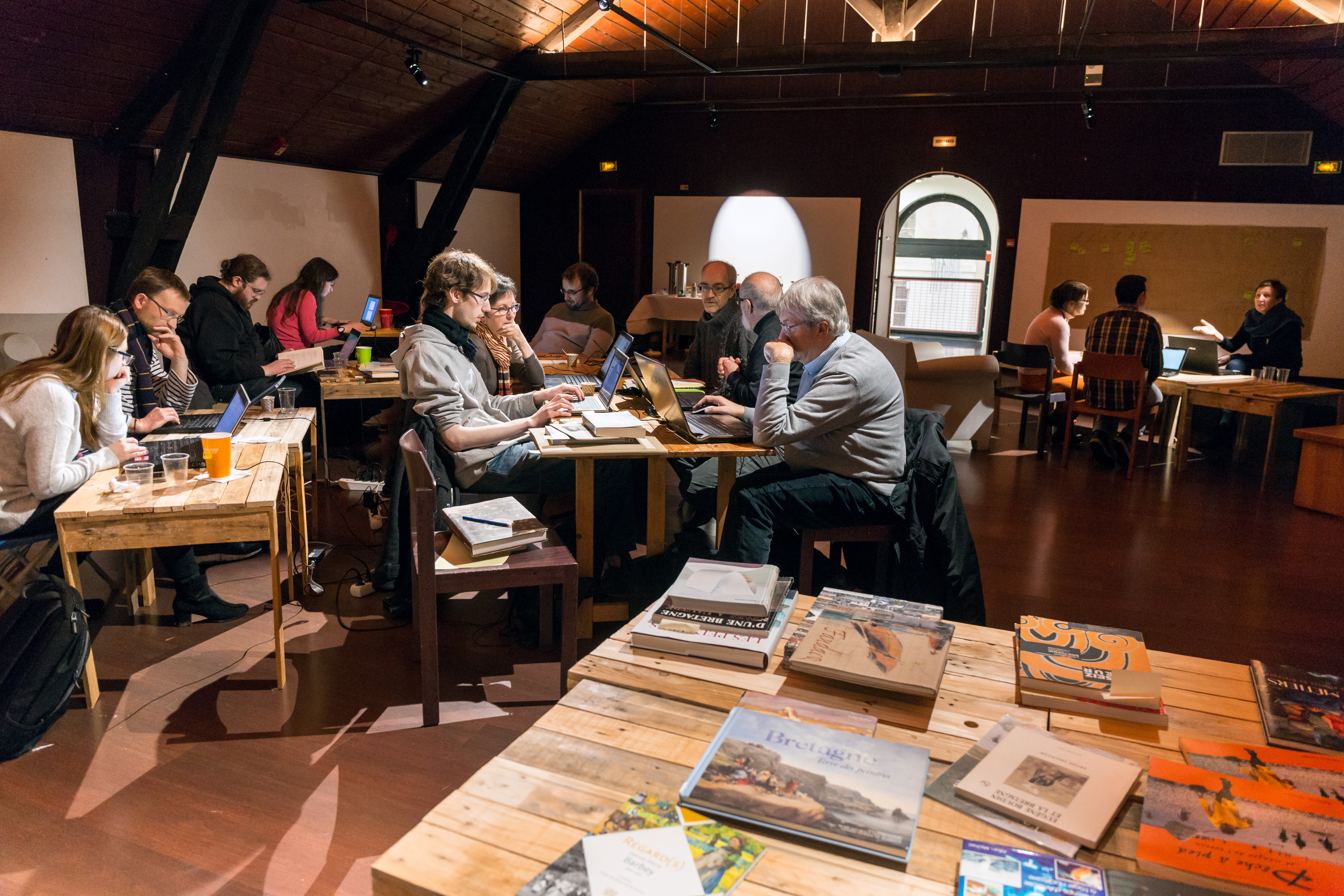
Éditathon au musée, novembre 2017.

C'est par la réinterprétation ou les partenariats régionaux que le musée parvient à garder une programmation d'expositions, certes plus espacées dans le temps, mais exigeantes et de qualité : 
- Terre-Neuve Terre-Neuvas[37] (label Exposition d'intérêt national) avec le musée de Bretagne, les musées de Saint-Malo et de Granville (2013) ;
- Migrations avec le musée de Bretagne (2014) ;
- Bretonnes-Photographies de Charles Fréger[38],[39] avec le centre d'art Gwinzegal[40], les musées de Bretagne et de Pont-Labbé (2015) ;
- Les premières villes de l'Ouest[41],[42] (label Exposition d'intérêt national) avec le musée archéologique départemental de Jublains (2017) ;
- Sorti.e.s de réserve.s en partenariat avec la FFCR (2018).

Au sein du réseau des Musée de France en Bretagne, le musée explore les croisements disciplinaires dans un contexte fortement bousculé d'évolution des pratiques culturelles et de contraintes liées à la redéfinition de l'action publique, notamment sur la question patrimoniale. L'équipe du musée fait siennes les réflexions sur l'appropriation du patrimoine, mobilisant autant que faire se peut les notions de communs ou de droits culturels. Concrètement, le musée a organisé, ces dernières années, FabLab ton patrimoine, un museosprint[Quoi ?] (2016), des codinggouter[Quoi ?] (2017 et 2018), des editathons[Quoi ?] (2016 et 2017).[pas clair] C'est dans le cadre des réflexions sur la réutilisation du patrimoine que la démarche d'ouverture est engagée et que le musée entame notamment la publication de ses données en open data. L'institution reçoit pour l'ensemble des actions menées le label Culture libre, niveau Argent le 12 avril 2024.

## Fréquentation
Pour des raisons techniques, il est temporairement impossible d'afficher le graphique qui aurait dû être présenté ici.

## Collections
Le musée expose en permanence des collections relatives à l'histoire des Côtes-d'Armor, essentiellement au XIXe siècle. Plusieurs thématiques sont représentées : le patrimoine maritime (archéologie sous-marine, navigation, pêche à Terre-Neuve et Islande), patrimoine agricole (écobuage, culture de la lande…), le patrimoine textile (ensemble des métiers à tisser de l'atelier Léauté Planeix à Uzel, costumes bretons…), le patrimoine artisanal (potiers, sabotiers…), ainsi que le patrimoine social et religieux (naissance du tourisme, pardons, petits objets de culte…) et mobilier.
En termes de collections artistiques, le musée conserve des dessins de Mathurin Méheut et de René-Yves Creston, ainsi que des œuvres d'art d'inspiration bretonne, comme les peintures d'Alfred Guillou, de Xavier de Langlais, les gravures de Jean Urvoy, etc.. Le fonds du photographe Lucien Bailly comprend environ 10 000 tirages, épreuves et négatifs.
- Peinture du XVIIe au début du XXe siècle

Peinture du
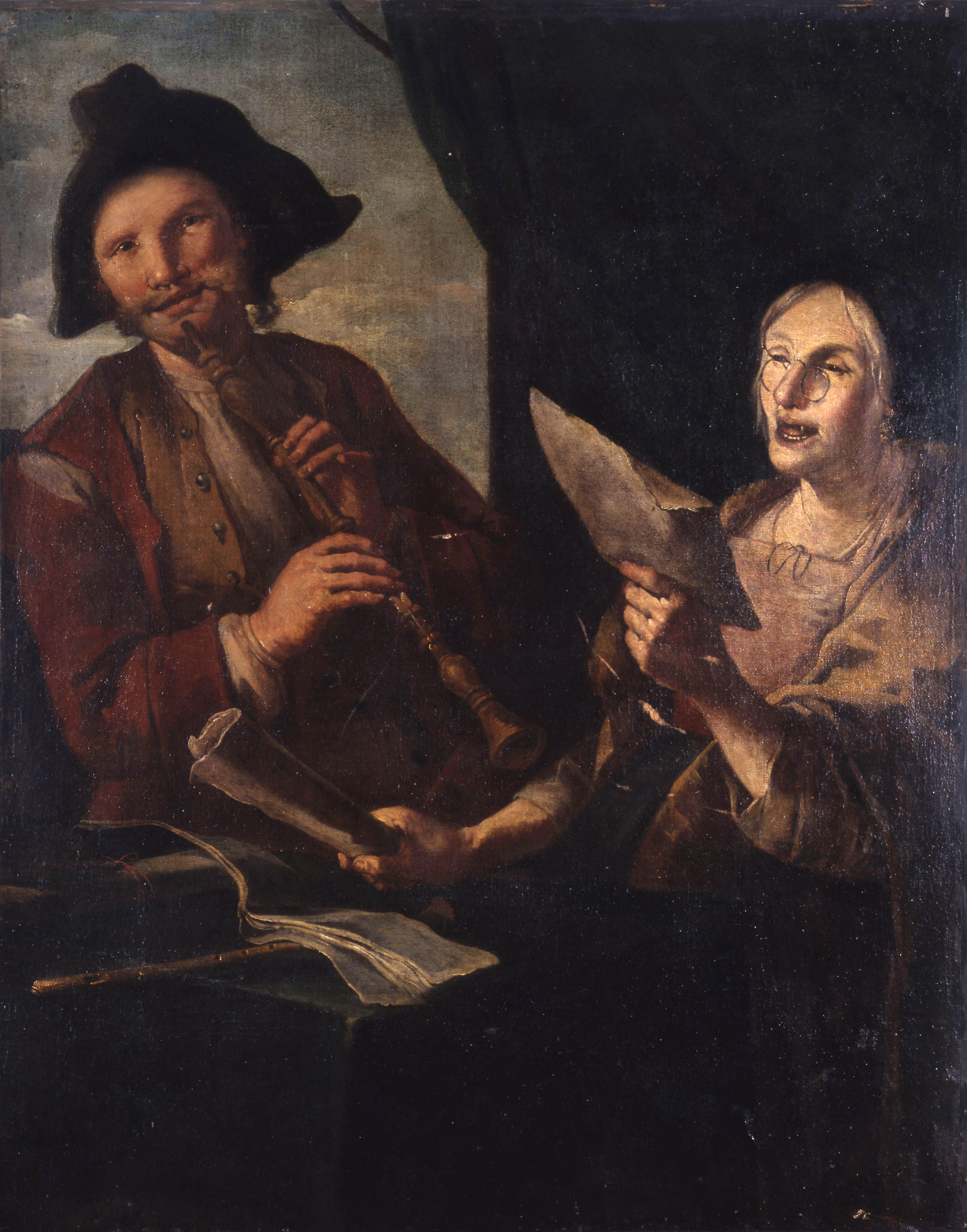
Giacomo Francesco Cipper, La Chanson.
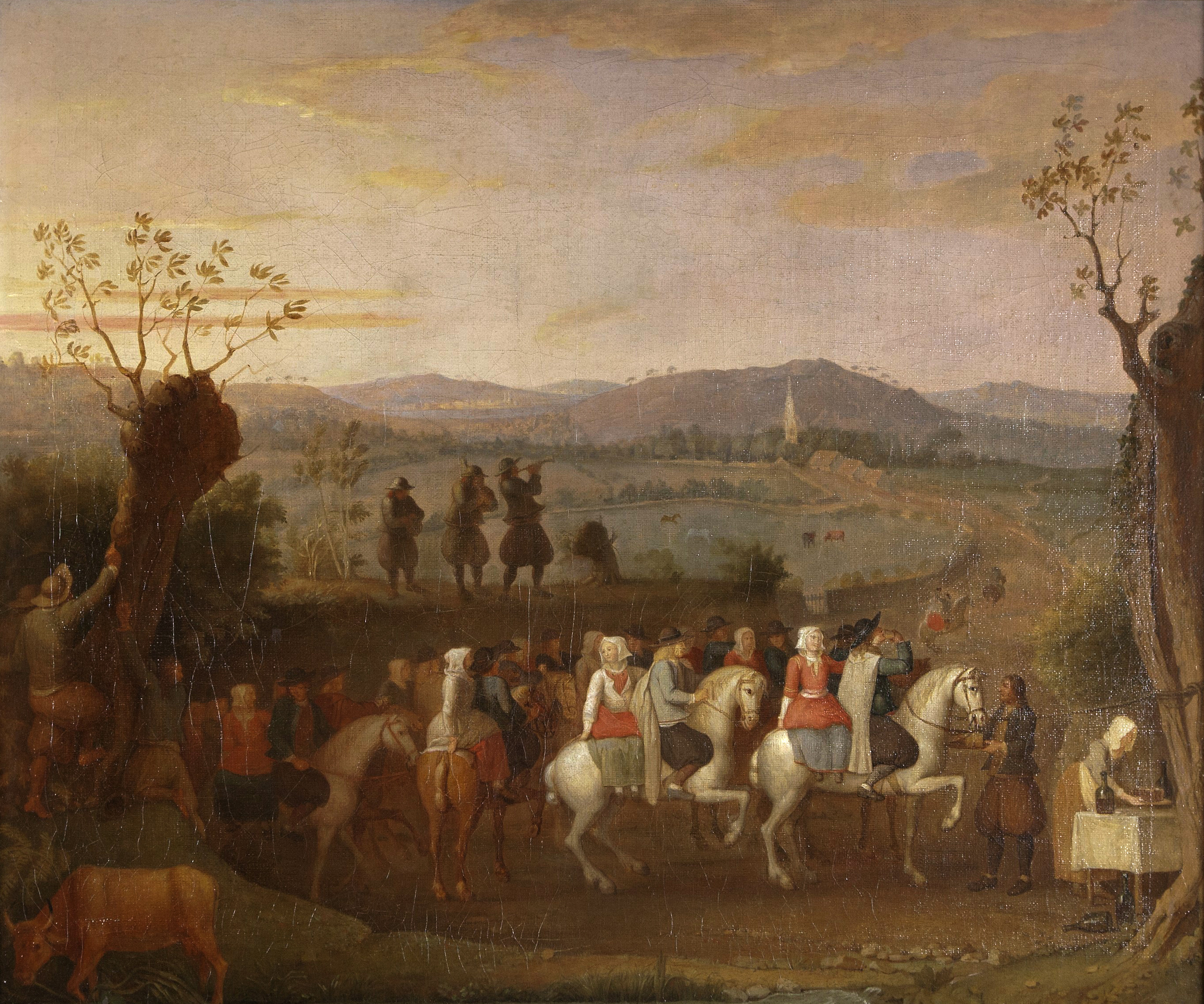
Olivier Perrin, Départ d'une cavalcade de noce.
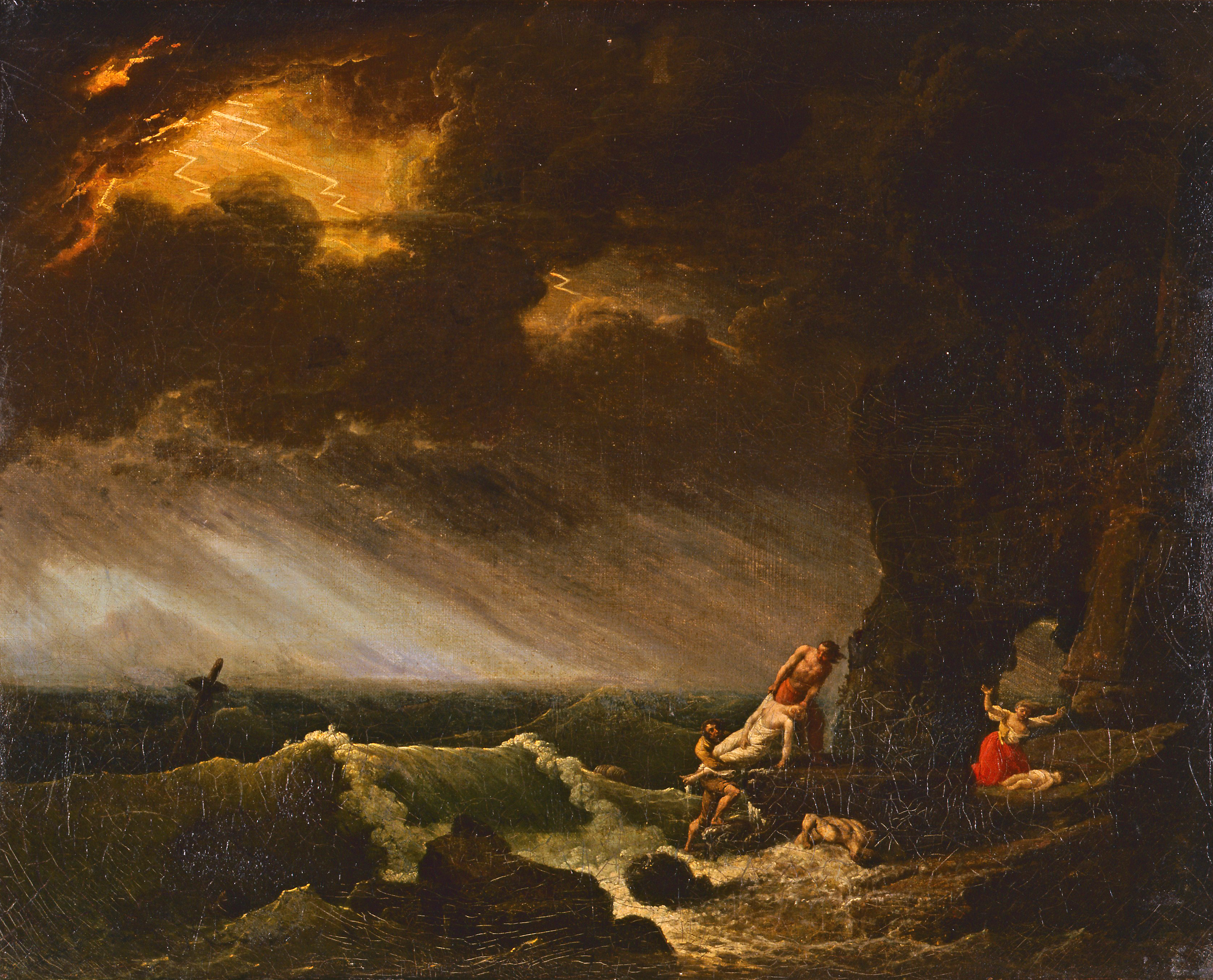
Jean-François Hue, Naufrage
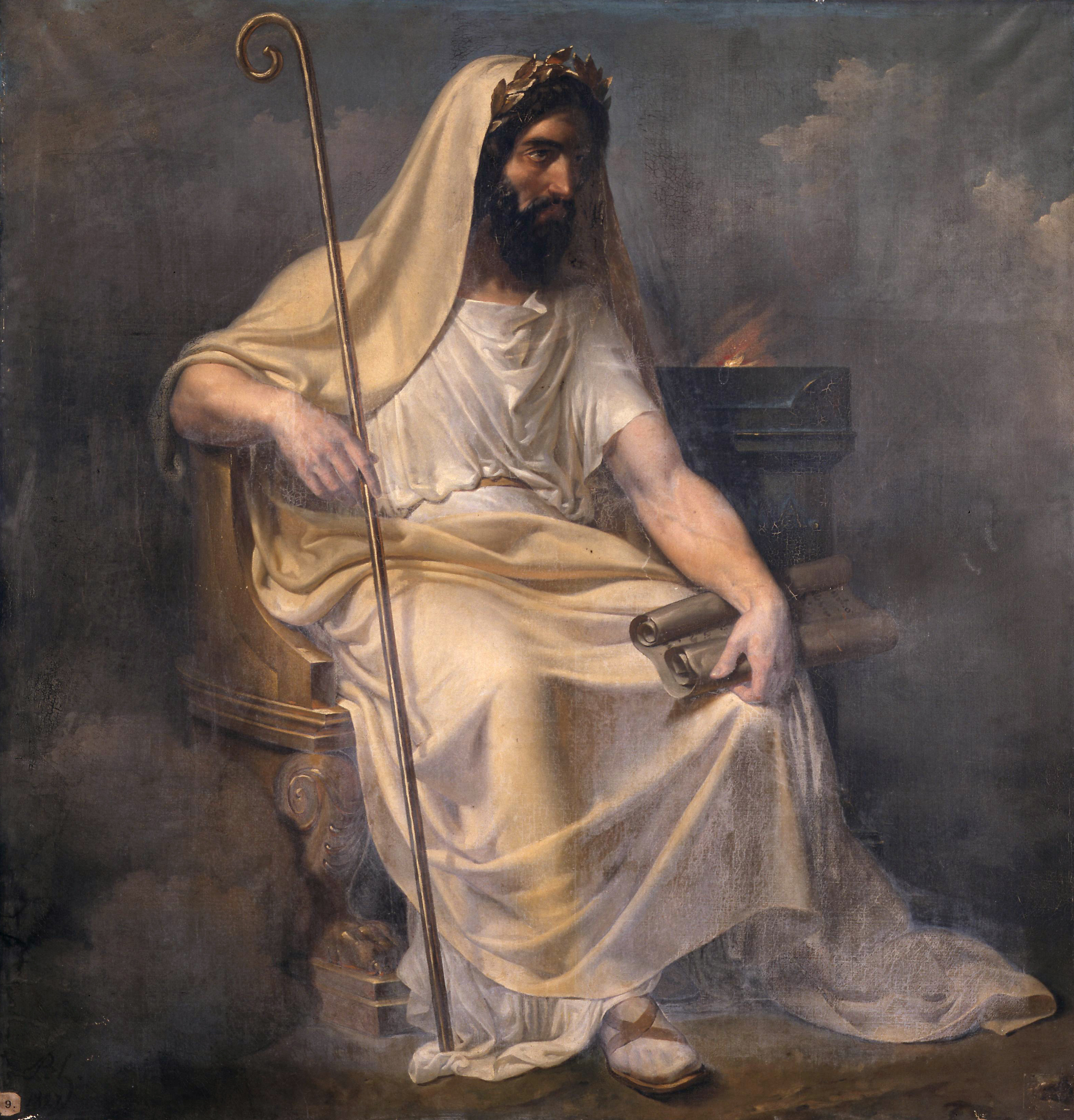
Merry-Joseph Blondel, Numa (1828).
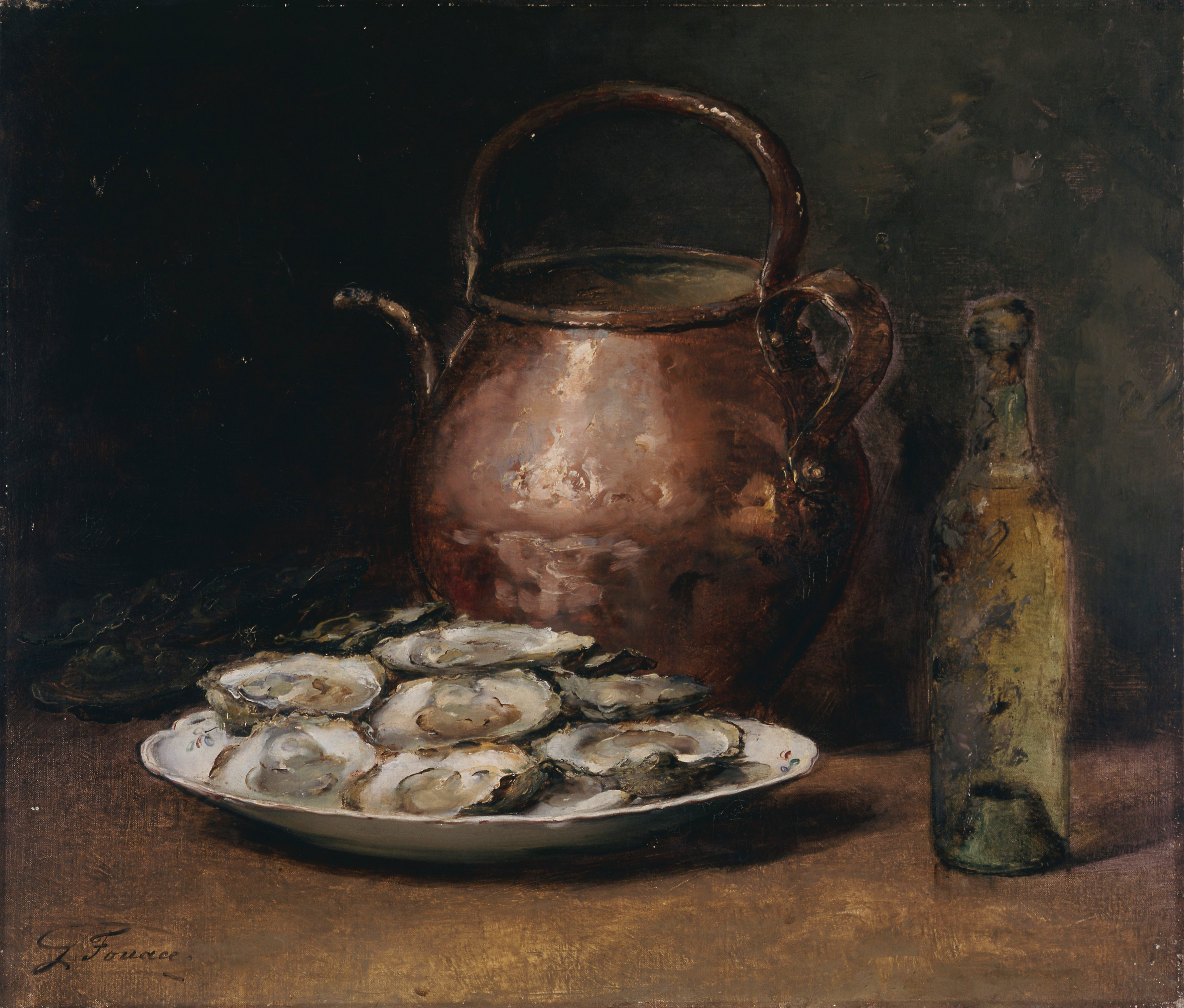
Guillaume Fouace, Huîtres et chablis
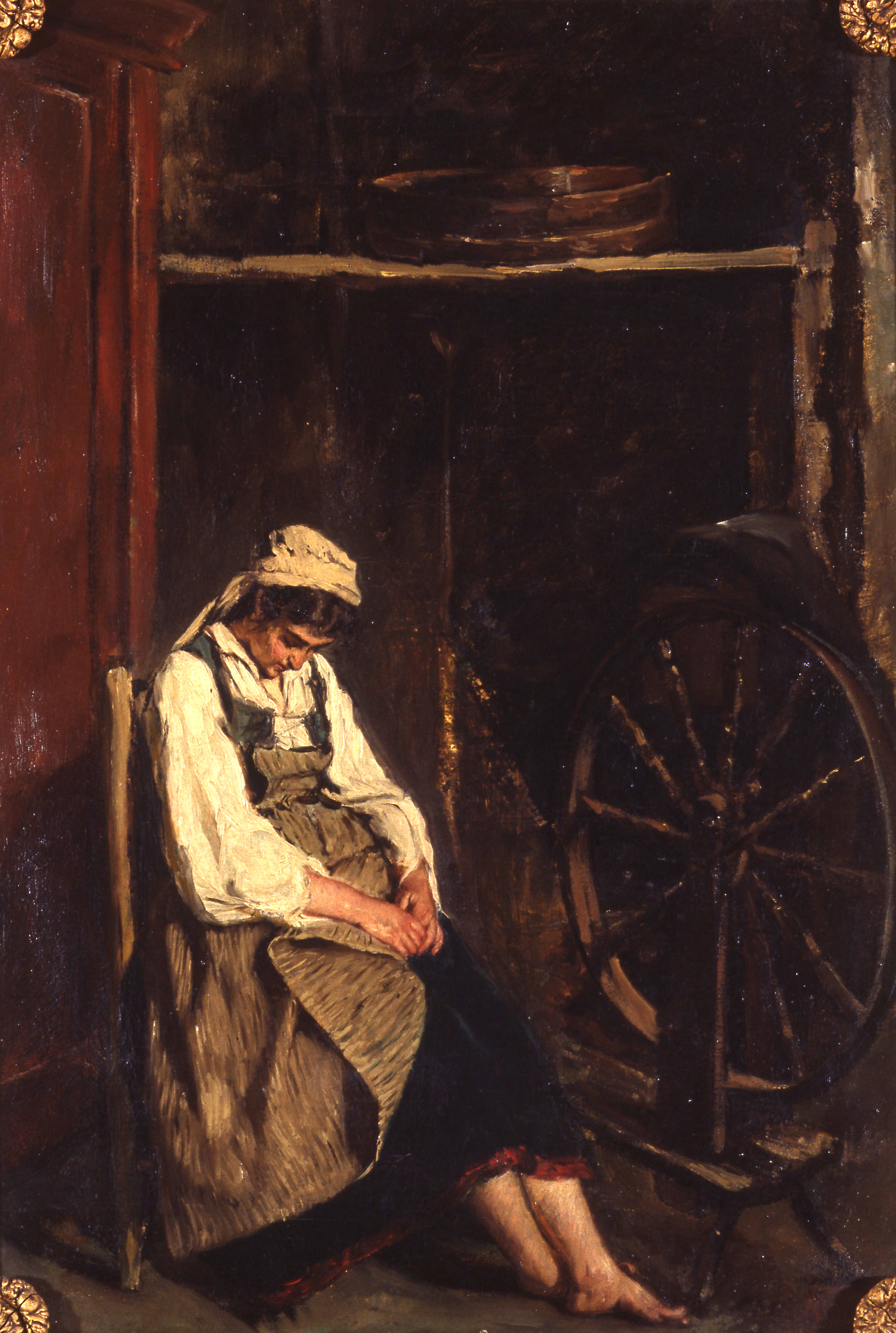
Alexandre Antigna, La Fileuse endormie.
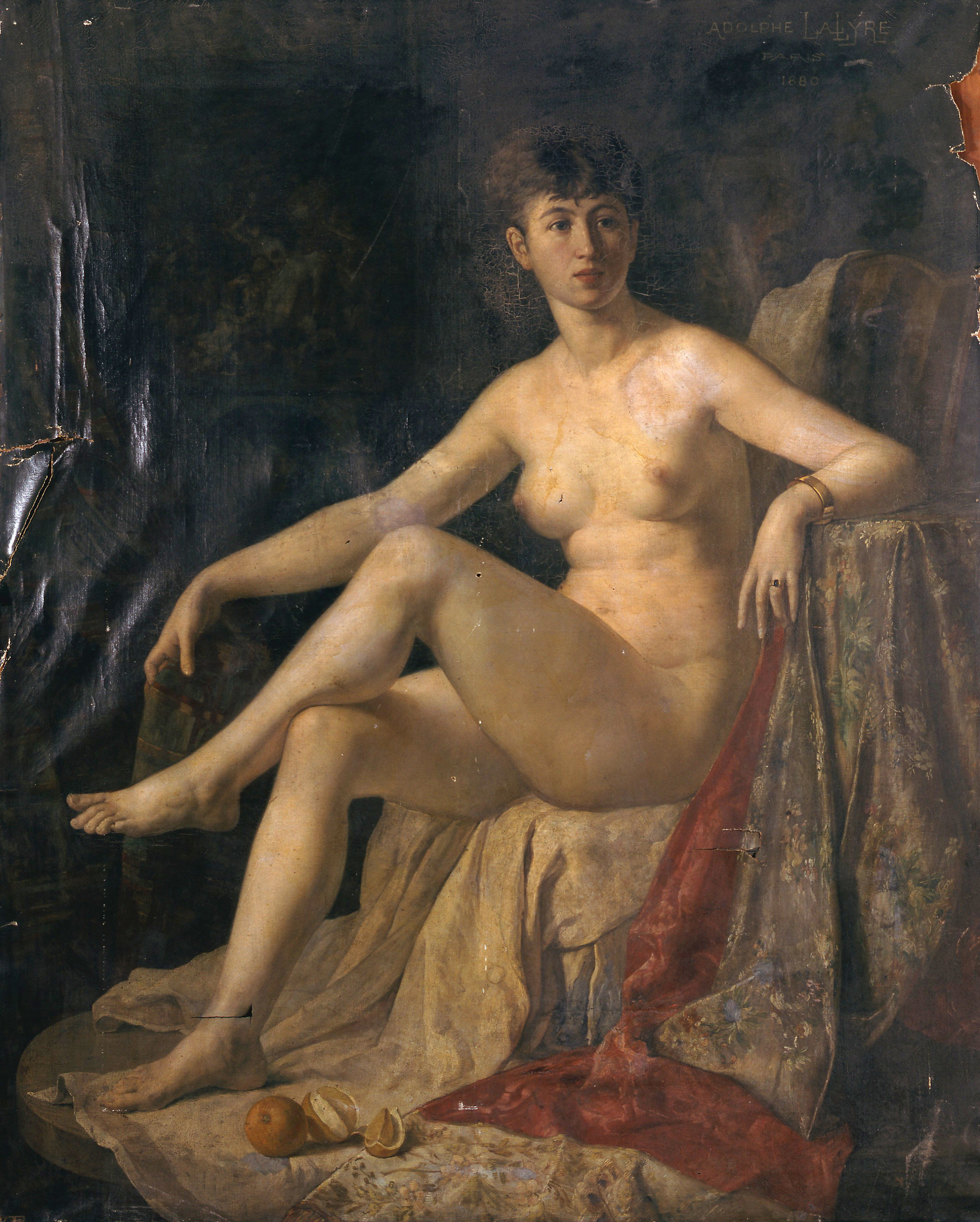
Adolphe Lalyre, Le Modèle (1880).
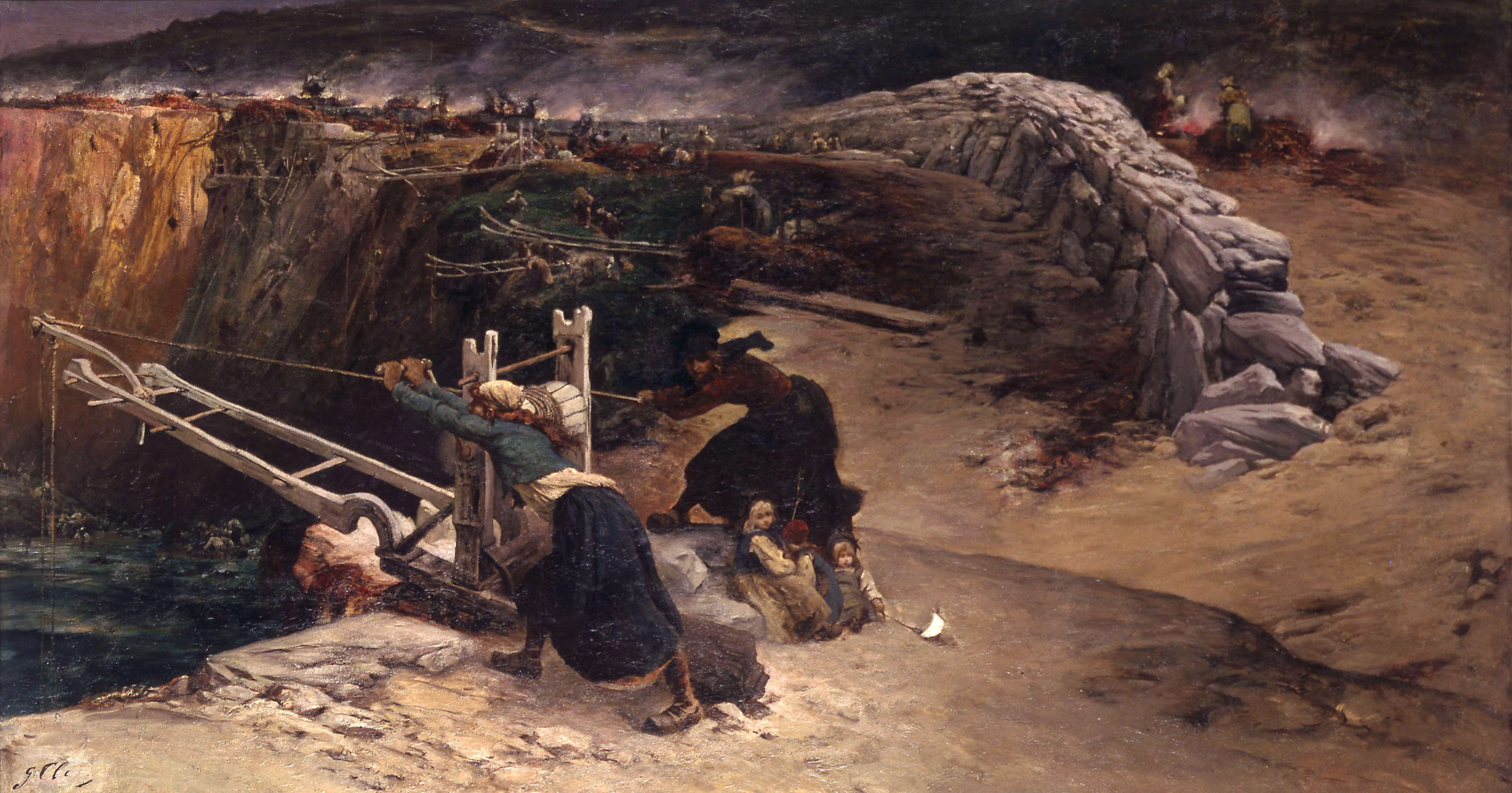
Georges Clairin, Les Brûleuses de varech (1882).
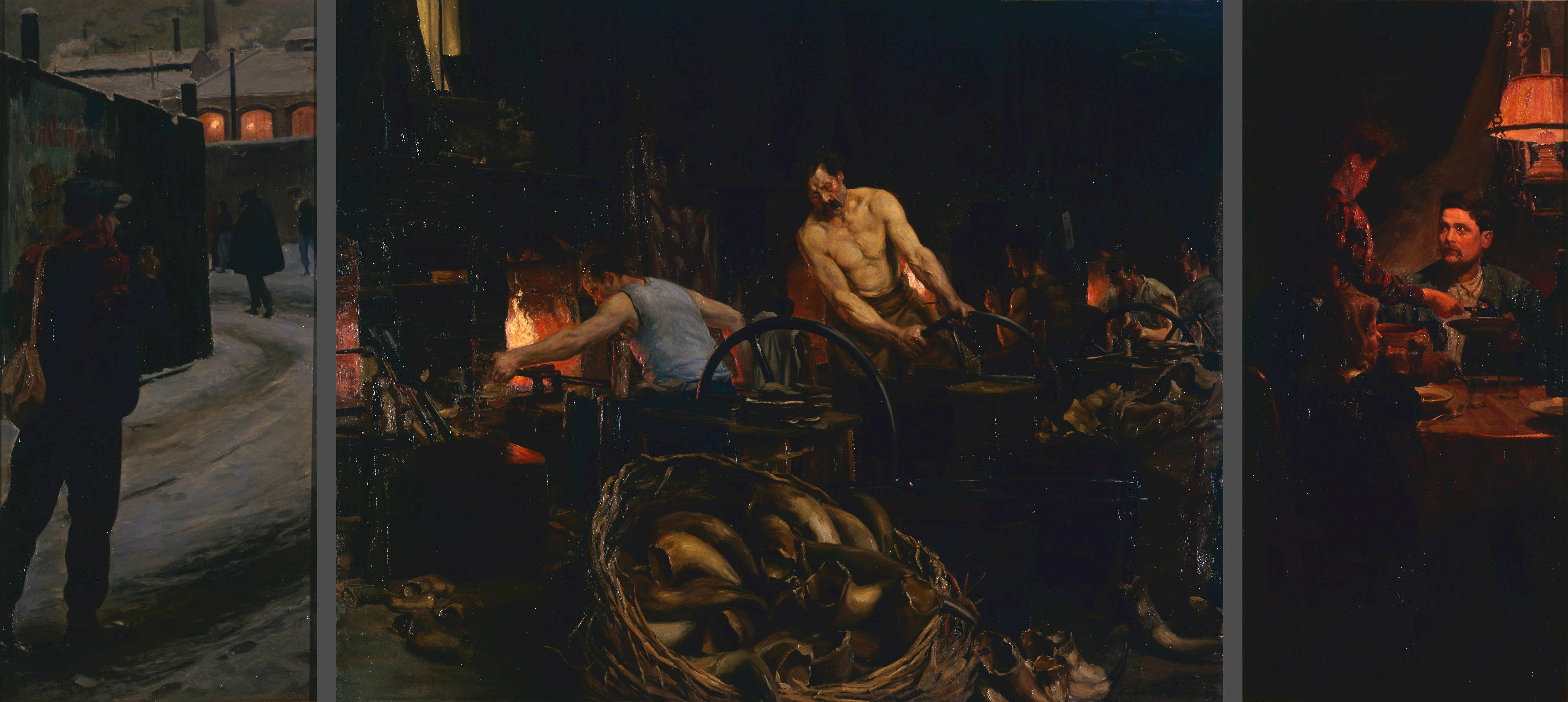
Alfred-Victor Fournier, Les Travailleurs.
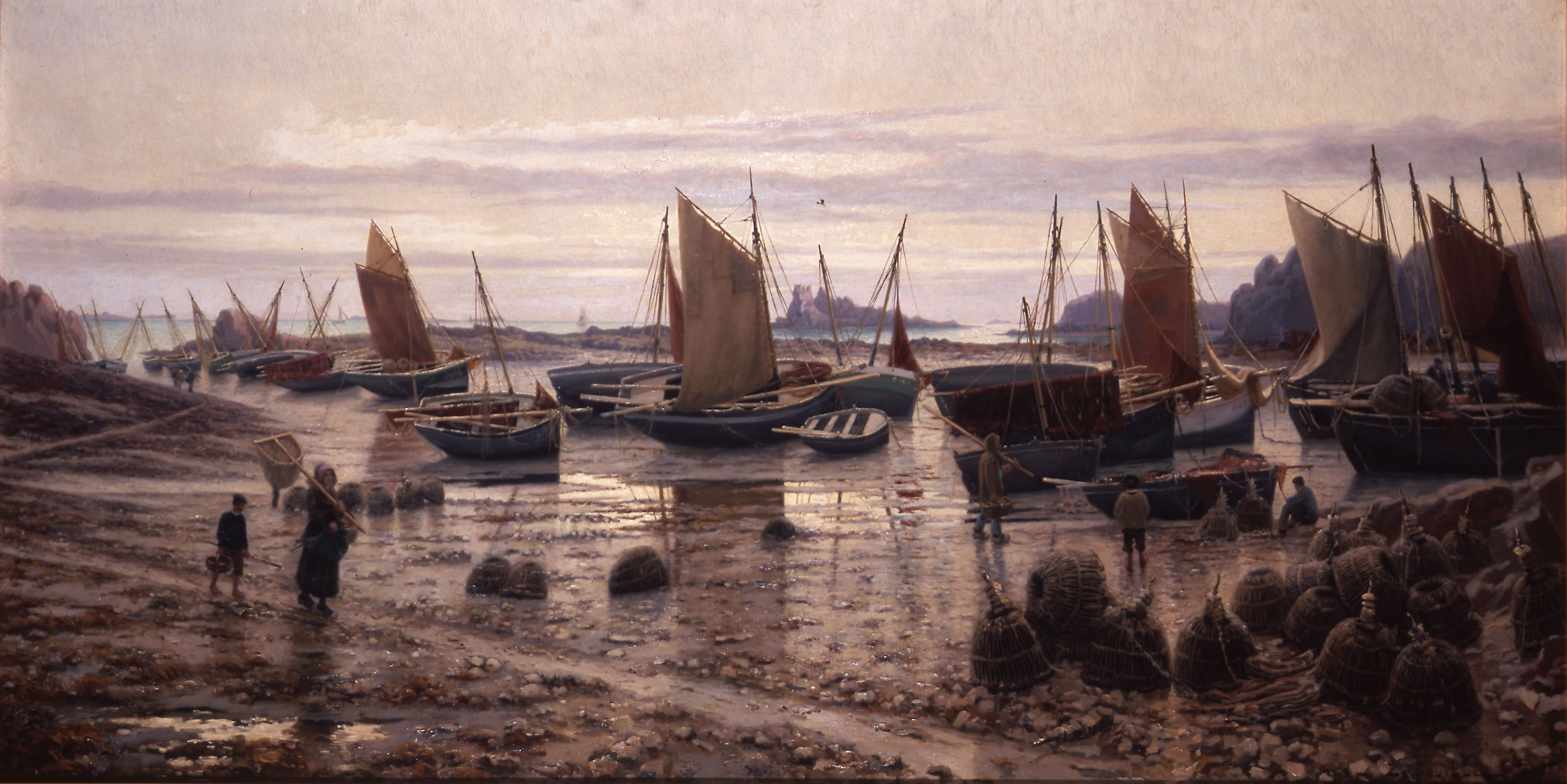
Étienne Bouillé, Entrée du port de Loguivy.
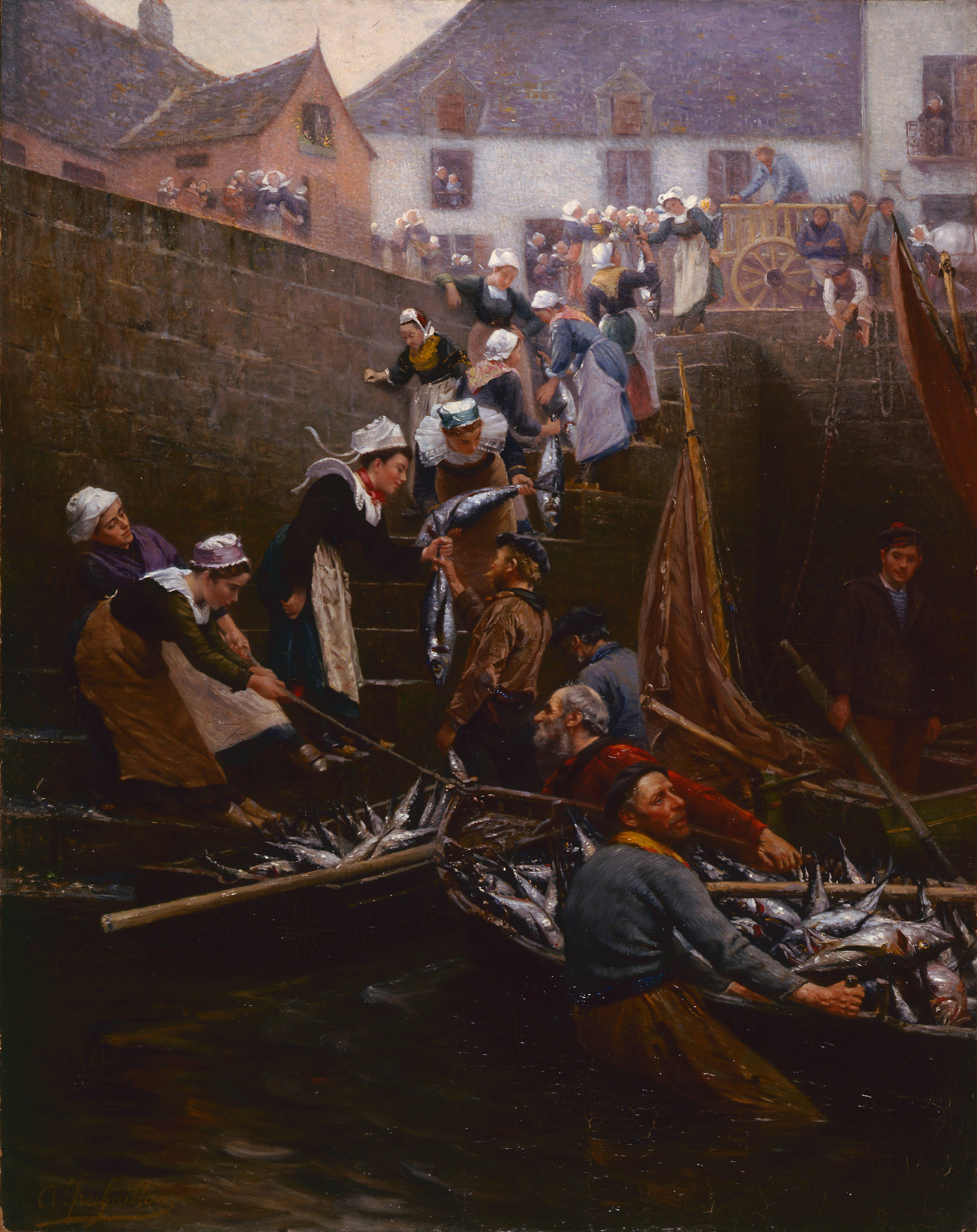
Alfred Guillou, Débarquement du thon à Concarneau.
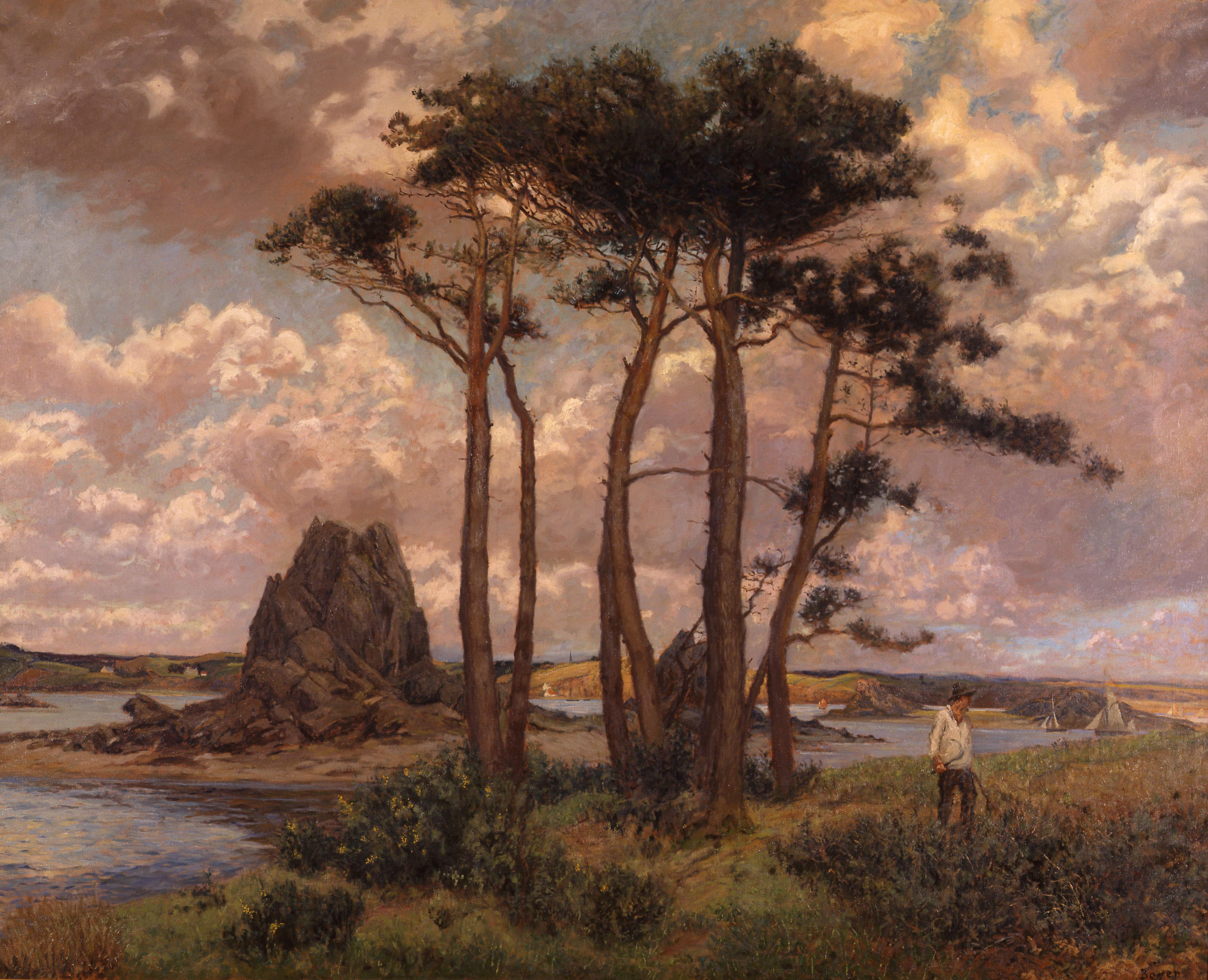
Pierre Boyer, Bretagne.
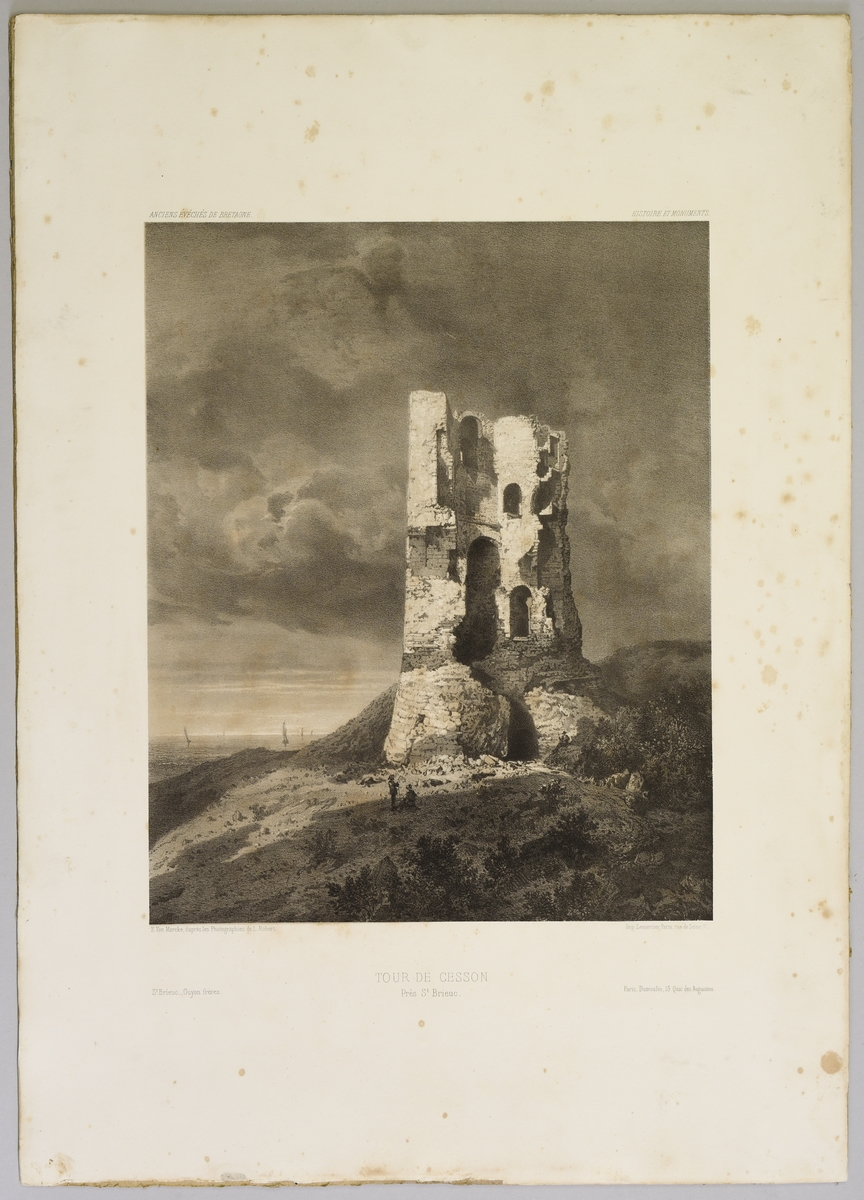
Émile VAN MARCKE, Tour de Cesson, près de Saint-Brieuc

Pour des raisons techniques, il est temporairement impossible d'afficher le graphique qui aurait dû être présenté ici.

## Expositions temporaires
Les expositions temporaires laissent la part belle aux artistes contemporains et aux montages audiovisuels.
La liste des expositions depuis 1943 est publiée en opendata et sur Wikidata.

### Liste des expositions temporaires
| label                                                                            | début      | fin        | sujet             |
| -------------------------------------------------------------------------------- | ---------- | ---------- | ----------------- |
| Peinture et Sculpture des artistes de la région                                  | 1943-07-25 | 1943-10-09 |                   |
| La mer vue par les peintres de Jongkind à nos jours                              | 1952-06-09 | 1952-09-28 |                   |
| 11e Salon de Peinture et Sculpture des artistes de la région                     | 1952-10-19 | 1952-11-16 |                   |
| 12e Salon des artistes de la région briochine                                    | 1953-12-20 | 1954-01-18 |                   |
| Rétrospective des collections du Musée                                           | 1956-08-10 | 1957-12-31 |                   |
| 17e Salon des artistes briochins                                                 | 1958-12-14 | 1959-01-18 |                   |
| Le Centre pédagogique de Rennes                                                  | 1959-01-01 | 1960-08-01 |                   |
| P. Querrel                                                                       | 1959-02-15 | 1959-01-03 |                   |
| L'intellectuel dans la cité                                                      | 1959-04-20 | 1959-05-05 |                   |
| Jean Mordant                                                                     | 1959-04-22 | 1959-05-21 |                   |
| Églises Œcuméniques                                                              | 1959-05-21 | 1959-05-28 |                   |
| Le syndicat d'initiative expose : L'Art de l'affiche                             | 1959-06-06 | 1959-06-21 |                   |
| 18e Salon des artistes briochins                                                 | 1959-06-12 | 1960-10-01 |                   |
| L'école municipale de dessin                                                     | 1959-06-29 | 1959-07-14 |                   |
| Rétrospective de la peinture Américaine moderne                                  | 1960-01-17 | 1960-07-02 |                   |
| 19e Salon des artistes briochins                                                 | 1960-04-12 | 1961-08-01 |                   |
| Travaux d'élèves                                                                 | 1960-12-05 | 1960-05-15 |                   |
| Rétrospective Mathurin Méheut                                                    | 1961-12-11 | 1961-10-12 |                   |
| 20e Salon des artistes briochins                                                 | 1961-12-17 | 1962-11-01 |                   |
| Rétrospective Daubé                                                              | 1962-06-05 | 1962-05-28 |                   |
| Les coiffes bretonnes dans la vie et dans l'art                                  | 1963-06-29 | 1963-10-10 |                   |
| 2e Salon des artistes briochins                                                  | 1963-12-15 | 1964-01-16 |                   |
| Travaux d'élèves de l'Académie de Rennes                                         | 1964-01-02 | 1964-02-15 |                   |
| Panoramas de France (affiches des collections de M. Boulbain)                    | 1964-01-04 | 1964-04-16 |                   |
| Troupes de marine                                                                | 1964-01-06 | 1964-07-06 |                   |
| Dessin d'enfants                                                                 | 1964-03-15 | 1964-03-22 |                   |
| Exposition de la Paix                                                            | 1964-04-17 | 1964-04-25 |                   |
| Vieilles voitures                                                                | 1964-04-25 | 1964-05-05 |                   |
| Peintres du groupe Signatures                                                    | 1964-05-12 | 1964-12-20 |                   |
| Quatre siècles de mobilier Breton                                                | 1964-06-20 | 2018-05-10 |                   |
| G. de Freitas                                                                    | 1964-07-11 | 1964-11-17 |                   |
| Peintres de Saint Brieuc                                                         | 1964-09-05 | 1964-05-24 |                   |
| Morvan                                                                           | 1964-10-17 | 1964-10-31 |                   |
| Yvon Le Corre                                                                    | 1964-11-04 | 1964-04-22 |                   |
| Pour un Musée vivant                                                             | 1979-09-06 | 1979-09-15 |                   |
| Quels musées pour demain ?                                                       | 1982-03-03 | 1982-03-05 |                   |
| Saint Brieuc et les migrations Bretonnes                                         | 1982-10-06 | 1983-01-03 |                   |
| Mathurin Méheut                                                                  | 1983-06    | 1983-09-30 |                   |
| La petite enfance en Bretagne rurale traditionnelle                              | 1983-10-19 | 1984-02-19 |                   |
| Joseph et Jean, la mouche à miel (le miel et l'abeille)                          | 1984-05-15 | 1984-01-09 |                   |
| Mémoire d'un lieu                                                                | 1984-06-12 | 1984-12-29 |                   |
| Quatre années sans couleurs (1914 – 1918)                                        | 1984-10-10 | 1984-11-25 |                   |
| La clé des champs                                                                | 1985-01-28 | 1985-09-15 |                   |
| Mégalithes en Bretagne                                                           | 1985-10-22 | 1985-08-12 |                   |
| Modernité et régionalisme                                                        | 1986-11-15 | 1986-12-15 |                   |
| Pierre Loti, photographe                                                         | 1987-01-20 | 1987-02-28 |                   |
| Un homme à la mer : les rituels des naufrages                                    | 1987-03-20 | 1987-05-24 |                   |
| La lumière dans la peinture des paysages                                         | 1987-06-26 | 1987-10-18 |                   |
| Andy Warhol                                                                      | 1987-10-23 | 1987-07-11 |                   |
| Les français et la table                                                         | 1988-01-07 | 1988-08-28 |                   |
| Inventions de la nature et innovation industrielle                               | 1988-07-05 | 1988-12-06 |                   |
| Pour une poignée d'infidèles : image du peuple Kalash                            | 1988-09-17 | 1988-10-15 |                   |
| L' Art et le métier, Savina                                                      | 1988-11-19 | 1989-01-28 |                   |
| Le génie du fer                                                                  | 1989-05-03 | 1989-01-09 |                   |
| Deux peintres dans la révolution : Perrin et Valentin                            | 1989-09-29 | 1989-12-14 |                   |
| Bretons ou Chouans                                                               | 1989-12-16 | 1990-02-18 |                   |
| Roubina Sarelakou                                                                | 1990-03-24 | 1990-04-24 |                   |
| Paule, Pierre de mémoire                                                         | 1990-06-30 | 1994-01-06 | Paule             |
| FRAM – Qu'achètent les Musées ?                                                  | 1990-10-27 | 1990-02-12 |                   |
| Saint-Brieuc Heures locales : Lucien Bailly                                      | 1990-12-15 | 1991-11-15 |                   |
| Éloge du geste – Mathurin Méheut                                                 | 1991-12-22 | 1992-03-15 |                   |
| Renan, un celte en Orient                                                        | 1992-02-07 | 1992-10-18 |                   |
| Histoires d'ancêtres – PIEGU                                                     | 1992-03-12 | 1993-03-14 |                   |
| Album Peaux - Rouges                                                             | 1993-09-07 | 1993-09-30 |                   |
| Mauvaise Mer                                                                     | 1993-10-17 | 1994-12-02 |                   |
| René-Yves Creston : la Bretagne et le monde                                      | 1994-06-24 | 1996-09-30 |                   |
| Des œuvres sortent de leur réserve                                               | 1994-07-22 | 1994-11-15 |                   |
| Photofolie                                                                       | 1994-09-06 | 1994-03-07 |                   |
| Peintres tunisiens Contemporains                                                 | 1994-10-09 | 1994-09-19 |                   |
| Projet de Ville                                                                  | 1994-12-04 | 1994-04-30 |                   |
| Quand les Bretons passent à table                                                | 1995-03-16 | 1995-11-06 |                   |
| René-Yves Creston, la tournée des Calvaires                                      | 1995-08-07 | 1995-01-10 |                   |
| Palette des Merveilles                                                           | 1995-12-10 | 1996-09-01 |                   |
| Gens d'ici                                                                       | 1997-11-14 | 1997-12-14 |                   |
| Le voyage de la morue                                                            | 1997-12-12 | 1998-03-29 |                   |
| Le costume Breton, René-Yves Creston                                             | 1998-02-06 | 1998-10-14 |                   |
| Estran, Geneviève Hofman                                                         | 1998-02-21 | 1998-03-29 |                   |
| La liberté du vent Jean Grenier                                                  | 1998-10-10 | 1998-11-22 |                   |
| Louis Guilloux                                                                   | 1999-01-15 | 1999-04-18 |                   |
| Pêche à pied et usages de l' Estran                                              | 1999-06-23 | 1999-10-17 |                   |
| La Bretagne d'Etienne Bouillé                                                    | 2000-01-07 | 2000-10-31 |                   |
| Regards d'Hiver, photos FOL – Exposition Jean Fauny                              | 2000-01-18 | 2000-02-18 |                   |
| Instruments du Diable, Musique des Anges                                         | 2000-03-24 | 2000-11-06 |                   |
| La terre vue du ciel-Yann Arthus Bertrand                                        | 2000-12-12 | 2001-04-29 |                   |
| Enquête sur un naufrage en baie de Saint-Brieuc                                  | 2001-10-23 | 2002-09-30 |                   |
| Regards de peintres Autour de Ploumanac'h                                        | 2001-12-05 | 2001-06-24 |                   |
| Ar Seiz Breur                                                                    | 2001-12-15 | 2002-03-17 |                   |
| Enfants de justice La Femme et la Bretagne du Peintre                            | 2002-03-04 | 2002-12-06 |                   |
| Métissages                                                                       | 2002-06-29 | 2002-10-13 |                   |
| Albums de Familles Uwe Omer                                                      | 2002-12-15 | 2003-03-15 |                   |
| Terre de Beurre Voyage au pays des sens                                          | 2003-05-24 | 2003-09-28 |                   |
| Mystères d’épaves en Côtes-d’Armor                                               | 2003-06-25 | 2004-04-30 |                   |
| Le regard des Autres                                                             | 2003-10-25 | 2003-11-22 |                   |
| La boîte à Fiches Raymond Hains                                                  | 2003-12-13 | 2004-02-22 |                   |
| Catrin Webster-Artiste Galloise                                                  | 2004-01-01 | 2004-01-01 |                   |
| La Mer Sans Arrêt                                                                | 2004-06-25 | 2004-09-26 |                   |
| L'art contre l'oubli                                                             | 2004-10-12 | 2005-02-27 |                   |
| L'homme est un Mystère                                                           | 2004-10-16 | 2004-11-21 |                   |
| Elles sont belles tes roses, Béatrice Dacher                                     | 2005-03-04 | 2005-12-06 |                   |
| Agadez porte du désert                                                           | 2005-03-18 | 2005-08-05 |                   |
| Biennale d'Art Contemporain-Le Regard des Autres                                 | 2005-04-10 | 2005-10-30 |                   |
| André Raffray ou la peinture recommencée                                         | 2005-06-25 | 2005-09-25 |                   |
| Découverte récente de l'âge de bronze                                            | 2005-08-07 | 2006-04-30 |                   |
| La Mer pour Mémoire-Archéologie sous-marine                                      | 2005-09-12 | 2006-04-16 |                   |
| Le Légué – Photographies d'Antoine de Givenchy                                   | 2005-11-18 | 2006-03-26 |                   |
| Art rock, Art numérique                                                          | 2006-05-30 | 2006-05-06 | Art Rock          |
| Entre Ciel et Terre-Catherine Chanteloube                                        | 2006-06-17 | 2006-05-10 |                   |
| Faites vos Jeux                                                                  | 2006-06-23 | 2006-01-10 |                   |
| L'Homme est un Mystère 2-ODDC                                                    | 2006-10-14 | 2006-03-12 |                   |
| A la Découverte d'Emile Daube, 1885-1961                                         | 2006-12-17 | 2007-03-25 |                   |
| La Cabri cela me regarde                                                         | 2007-01-06 | 2007-06-13 |                   |
| Les Tombeaux Étrusques-de Bretagne et Pays de Loire                              | 2007-03-13 | 2007-03-25 |                   |
| Visions Tableaux d'étoffes-de Marie-Edith Cornélius                              | 2007-03-31 | 2007-05-13 |                   |
| Art rock-Art numérique                                                           | 2007-05-22 | 2007-05-27 | Art Rock          |
| Louis-Marie Faudacq 1840-1916-Chroniques rurales et maritimes                    | 2007-06-06 | 2008-03-02 |                   |
| Biennale Armoricaine d'art Contemporain-Le Regard des Autres                     | 2007-06-10 | 2007-11-10 |                   |
| Le Musée côté Jardin-FRAC Bretagne                                               | 2007-06-23 | 2007-09-30 |                   |
| Paroles d'Hiver                                                                  | 2007-11-28 | 2007-01-12 |                   |
| La Bretagne photographiée de Raphaël Binet                                       | 2007-12-15 | 2008-02-03 |                   |
| Phases à l'Ouest                                                                 | 2008-03-15 | 2008-04-27 |                   |
| Je ne me souviens de rien-Keret Altpere Estonie-France                           | 2008-04-26 | 2008-08-06 |                   |
| Enquêtes sur des naufrages - Raz de Bréhat - 1697                                | 2008-06-07 | 2009-01-25 |                   |
| Yvan Le Bozec "Où est Y ? "-FRAC Bretagne                                        | 2008-06-21 | 2008-09-28 |                   |
| L'Homme est un mystère 3-Le bonheur et ses empêchements-ODDC                     | 2008-11-15 | 2009-01-25 |                   |
| Histoire d'une restauration : le tableau de Arvid Johanson                       | 2009-01-01 | 2009-01-01 |                   |
| Photographies de Georges de Kéréver                                              | 2009-02-14 | 2009-10-05 |                   |
| Travaux textiles de Carmen Charpin                                               | 2009-04-24 | 2009-04-10 |                   |
| Paysages habités-expo du Conseil général et de St-Brieuc                         | 2009-11-28 | 2010-03-01 |                   |
| Il était une fois le portrait – réaccrochage des œuvres pour les scolaires       | 2010-01-19 | 2010-03-28 |                   |
| Regards sur trois peintres briochins : André Coupé, Bernard Locca , Jean Mordant | 2010-05-02 | 2010-02-05 |                   |
| Ouverture salle l'Archéologie sous marine                                        | 2010-05-15 |            |                   |
| Scenocosme – Art Numérique                                                       | 2010-05-15 | 2010-09-20 |                   |
| Complément d'Objet- FRAC                                                         | 2010-06-18 | 2010-10-24 |                   |
| Échappées Bretonnes : mémoire du Tourisme en Côtes du Nord 1880 – 1930           | 2010-10-12 | 2011-05-15 |                   |
| Animaux et compagnie                                                             | 2011-04-14 | 2011-09-18 |                   |
| Fragmentation                                                                    | 2011-06-24 | 2011-02-10 |                   |
| Hortense au musée (spectacle)                                                    | 2011-08-12 | 2011-12-22 |                   |
| Le regard des autres (biennale)                                                  | 2011-10-15 | 2011-11-27 |                   |
| Art rock - Art numérique                                                         | 2012-05-22 | 2012-05-28 | Art Rock          |
| Suite chromatique - Une traversée en couleurs                                    | 2012-06-16 | 2012-10-14 |                   |
| Henri Rivière, Bretagne/Japon                                                    | 2012-09-02 | 2012-05-13 |                   |
| Sur les traces de Louis Le Breton                                                | 2013-01-19 | 2013-04-28 |                   |
| Ô Plourivo par Henri Yvergniaux                                                  | 2013-02-23 | 2013-04-28 |                   |
| Ulysses l'autre mer                                                              | 2013-06-15 | 2013-08-25 |                   |
| Terre-Neuve, Terre-Neuvas                                                        | 2013-10-19 | 2014-04-19 | terre-neuva pêche |
| Photoreporter #2                                                                 | 2013-10-19 | 2013-11-11 |                   |
| Traversées                                                                       | 2014-06-28 | 2014-05-10 |                   |
| Copie Conforme ?                                                                 | 2014-08-11 | 2015-11-20 |                   |
| Art rock, Yeah!!! La Mode                                                        | 2015-05-19 | 2015-05-25 | Art Rock          |
| Par quatre chemins                                                               | 2015-06-20 | 2015-10-18 |                   |
| Le Fântome dans la machine, L' Éve Future                                        | 2016-05-20 | 2016-09-10 |                   |
| Peindre le Musée                                                                 | 2017-02-03 | 2017-04-23 |                   |
| Les Premières Villes de l'ouest                                                  | 2017-08-07 | 2017-12-11 |                   |
| Art rock - Art numérique - Les Opticons de Philippe Découflé/Compagnie DCA       | 2018-05-16 | 2018-05-27 |                   |
| Vivre avec la grève du Joint français, le conflit en anachronismes               | 2022-09-18 | 2023-04-31 |                   |